# Нида (посёлок)
Нида́ (лит. Nida, нем. Nidden) — курортный посёлок на Куршской косе в Литве, часть города Неринга, являющаяся административным центром. Кроме Ниды в состав города Неринги входит Юодкранте, Прейла и Пярвалка.

## География
Нида – курортный посёлок в Литве, расположенный на берегу Балтийского моря и Куршского залива, в центральной части песчаной Куршской косы, простершейся от города Зеленоградск Калининградской области до города Клайпеды. Поселок находится 4 км от российской границы, 50 км от Клайпеды, 270 км от Каунаса и более 350 км от литовской столицы Вильнюса.

## История

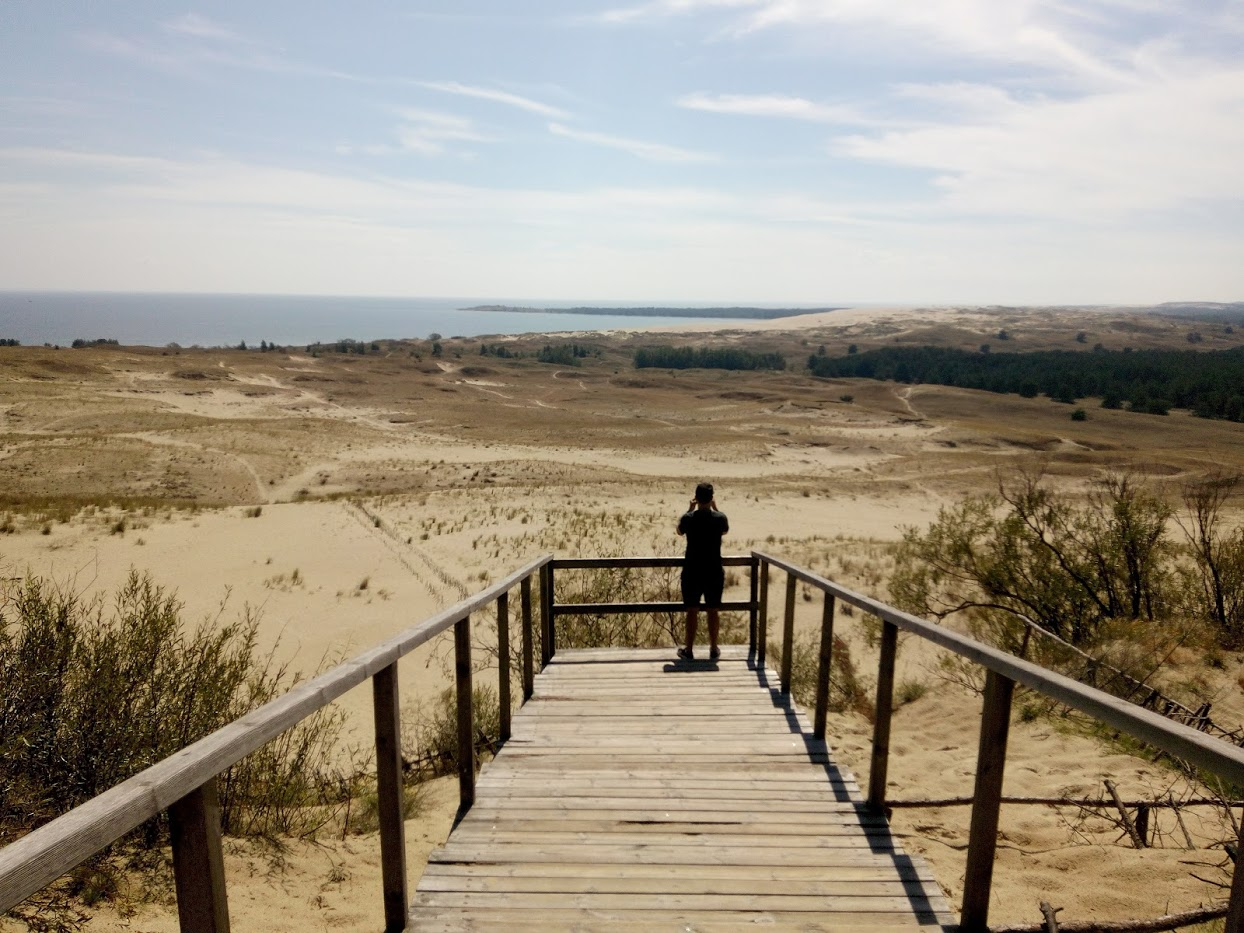
Дюны

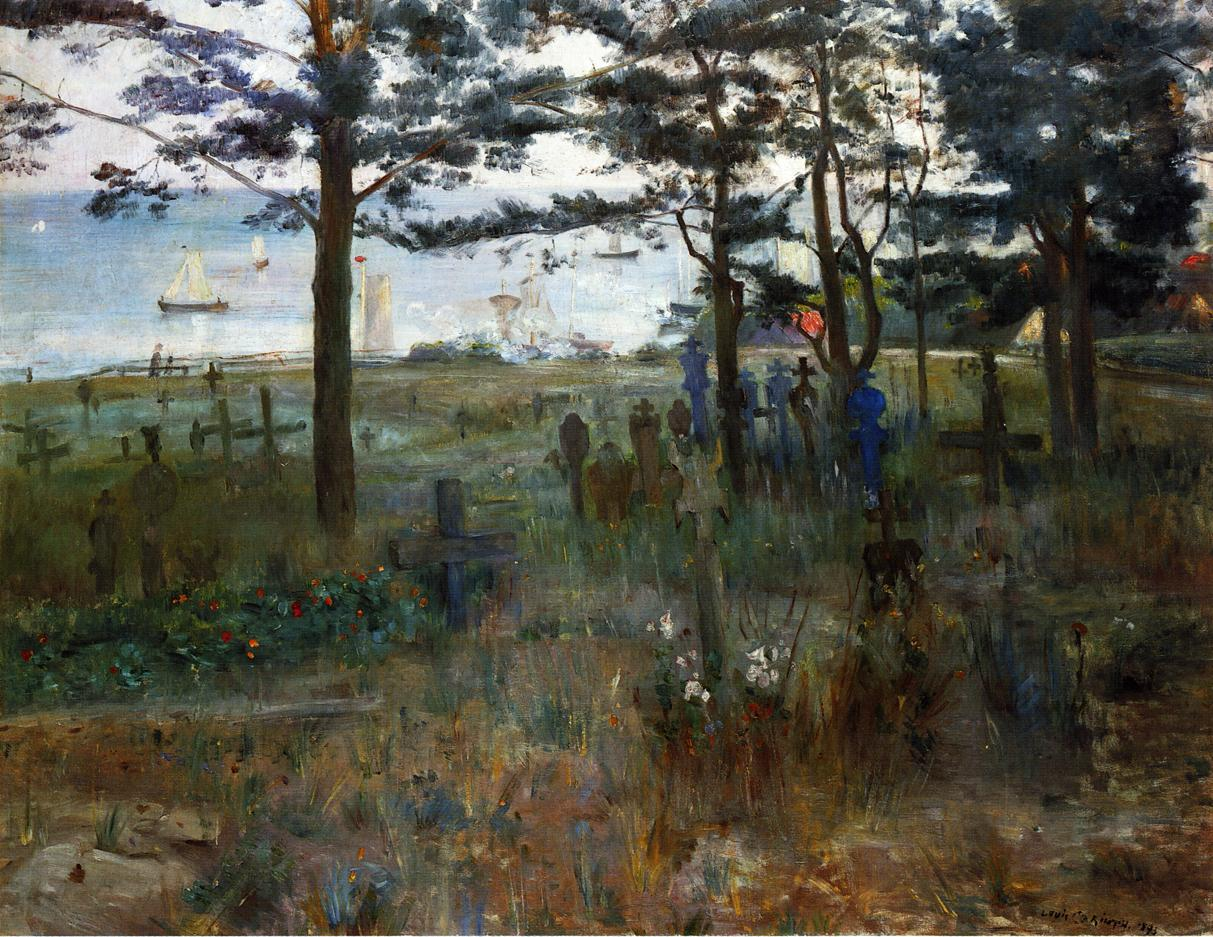
Л.Коринт: Кладбище Ниды (1893)

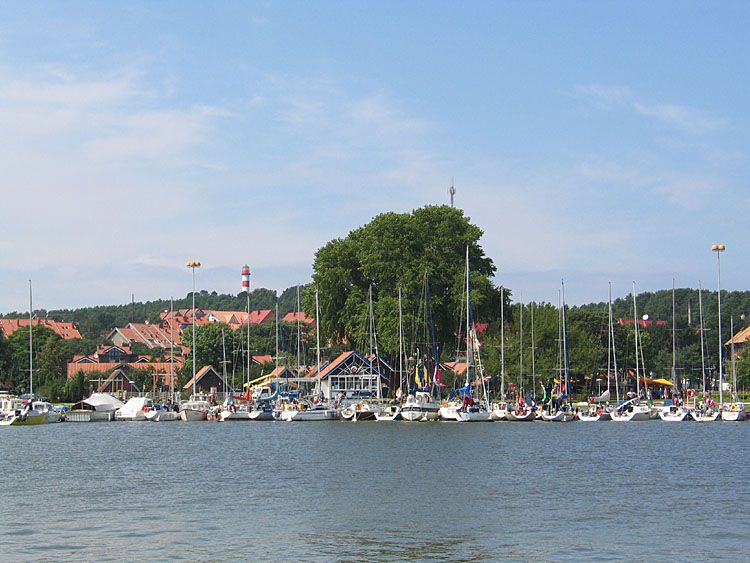
Порт Ниды

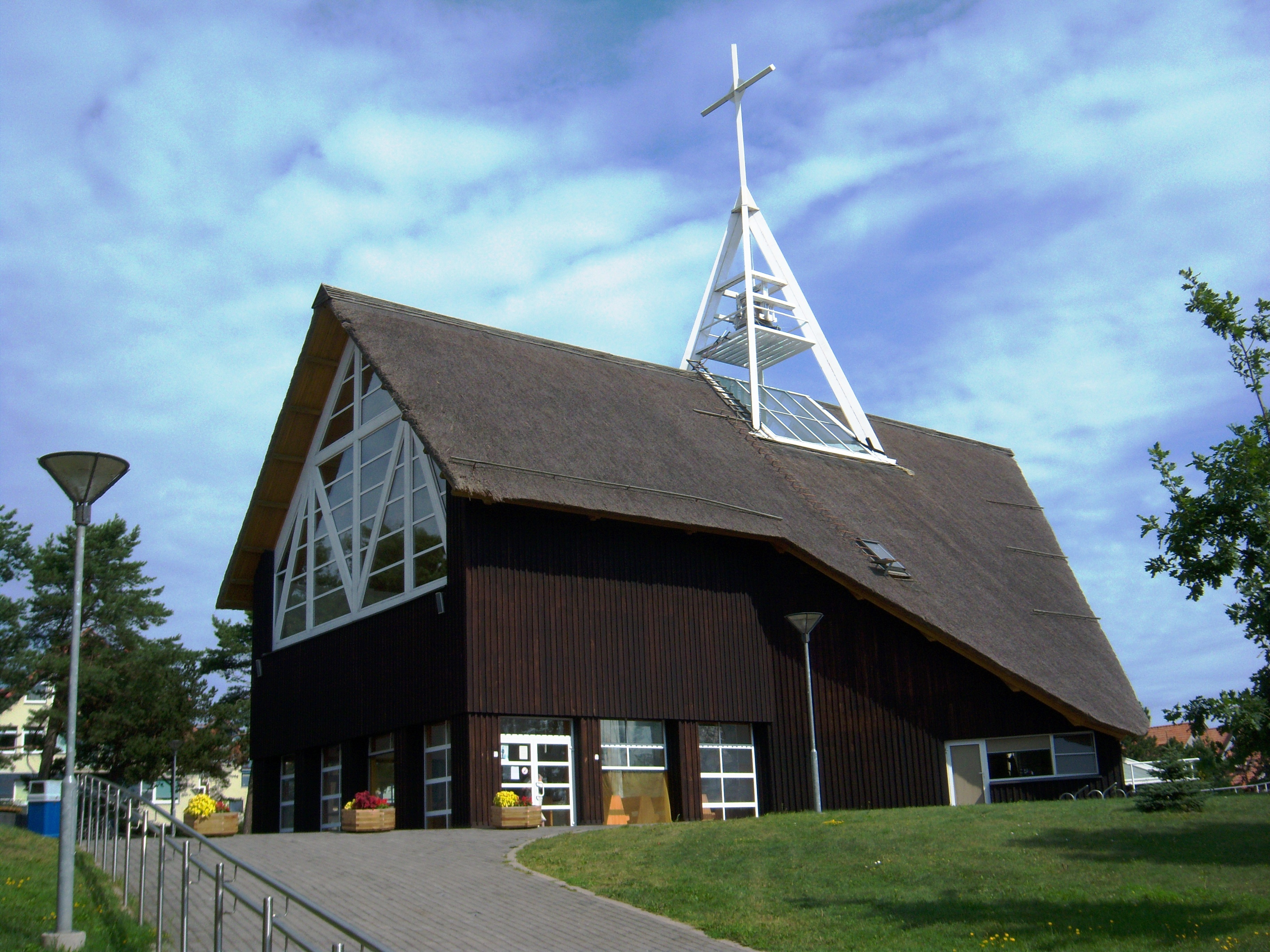
Католическая церковь

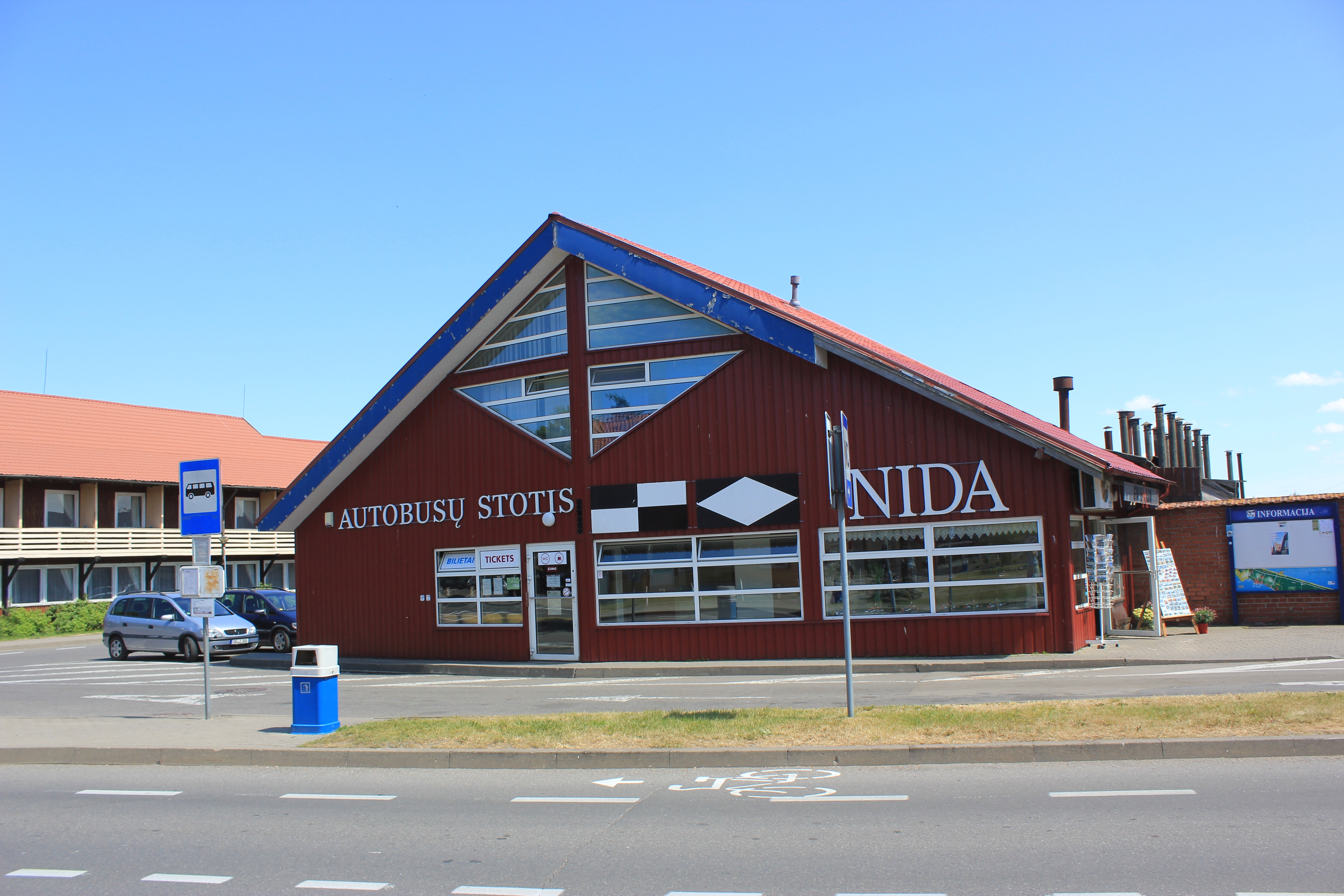
Автостанция Ниды

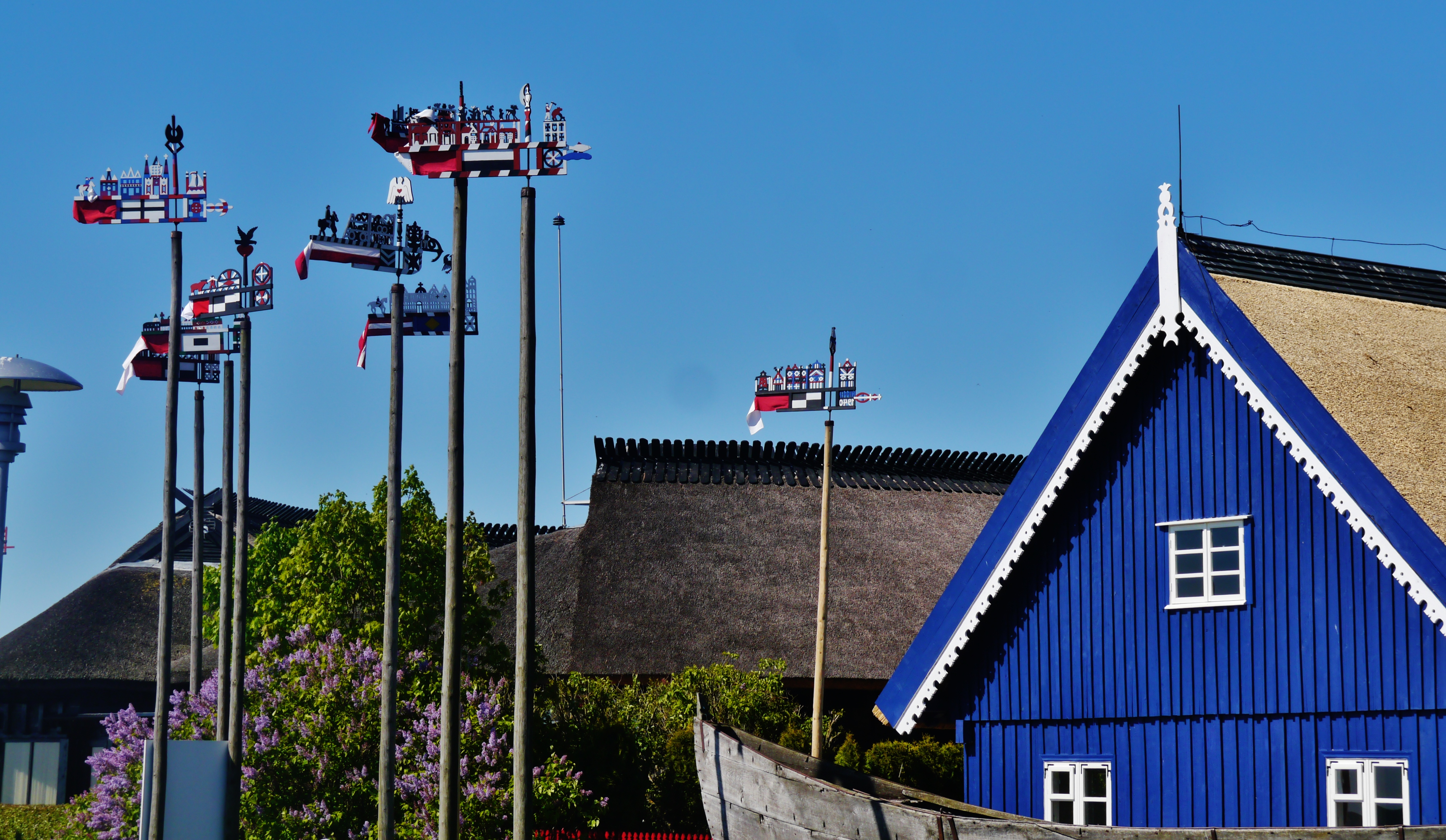
Куршские вымпелы Ниды

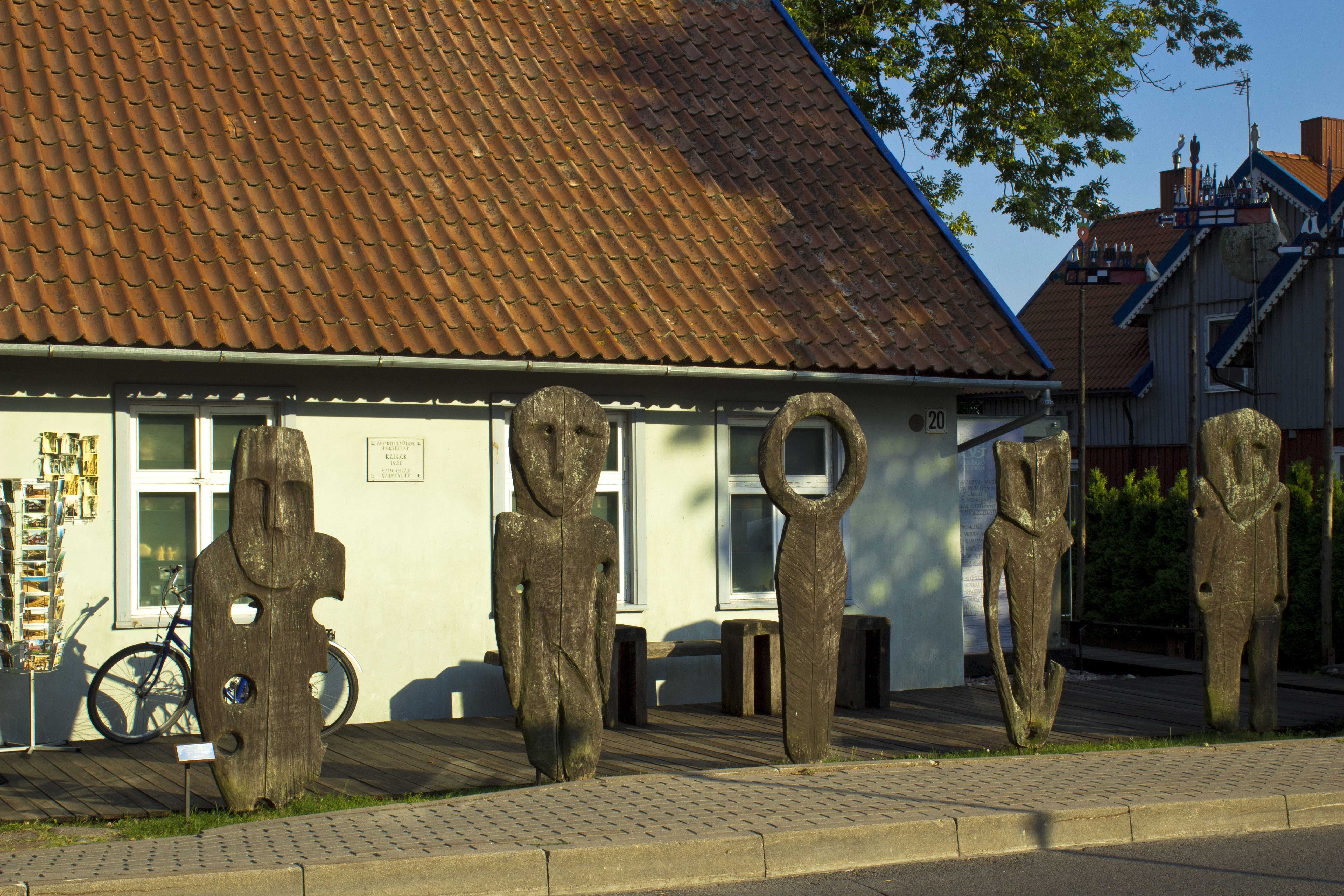
Музей-галерея янтаря

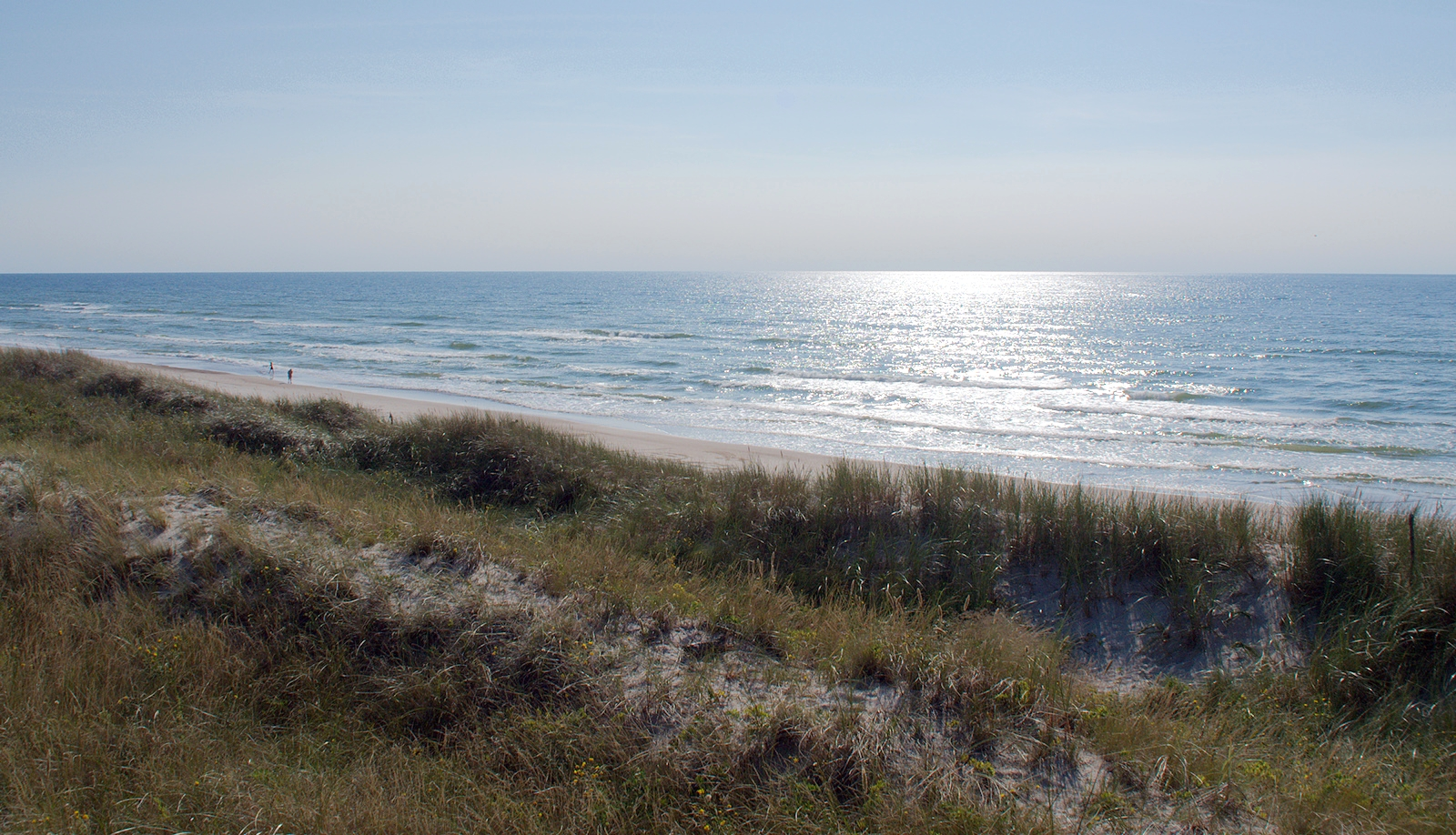
Пляж

### Название
Название Нида (Nidden) упоминается с конца 14 века в описаниях Тевтонского ордена. Литовский лингвист Казимиерас Буга связал название деревни с названием прусской реки Нейде. К. Буга считал, что слово «нида» связано с санскритским словом, означающим «течёт».

### История
Первоначально Нида, как и вся Куршская коса, была населена балтийским народом Ку́рши (лит. Kuršiai). Первые упоминания поселения с таким названием в хрониках Тевтонского ордена датируется 1385 годом, однако тогдашняя Нида до 1675 года находилась примерно в пяти километрах к югу от нынешнего посёлка. Рыбацкая деревня стала частью прусского герцогства в 1525 году и через несколько лет получила Магдебургские права. Второе поселение Ниды с 1675 года до 1730-х годов находилось в двух километрах к югу от нынешнего место, ближе к Балтийскому морю. В 1709 году почти все население Ниды погибло от эпидемии бубонной чумы. Из-за угрозы блуждающих дюн в 1732 году посёлок был перенесён на своё нынешнее место. В 1874 году на дюне Урбас был построен Нидский маяк. В 1944 году маяк был подорван немецкими войсками, но уже в 1945 году отстроен заново и приведён в рабочее состояние.
До 1919 года Нида входила в состав Восточной Пруссии. По Версальскому мирному договору (1919) северная часть Куршской косы в 1920 году была передана в ведение Антанты вместе с Клайпедским краем, а в 1923 году эта территория была аннексирована Литвой. В марте 1939 года аннексирована Германией, а после Второй мировой войны вошла в состав Литовской ССР. Нида и другие посёлки на литовской половине косы (Юодкранте, Прейла и Пярвалка) были объединены в город Неринга для упрощения административного управления посёлками, которые, будучи расположены на расстоянии нескольких километров друг от друга, никогда не образовывали единый город. При Советской власти посёлок был расширен в сторону Больших дюн по проекту архитектора Р. Краняускаса. В 1970-х годах Нида и остальные посёлки Куршской косы стали закрытым курортом для советской партийной номенклатуры.
С 1990 года Нида в составе независимой  Литвы.  Была проведена успешная реконструкция и восстановление старой архитектуры. В 1997 году был утвержден новый герб. Благодаря строгим ограничениям на застройку и запрету на промышленную деятельность Нида и прилегающие территории остались чистыми и незагрязнёнными. В 2000 году Куршская коса включена в список Всемирного наследия ЮНЕСКО.

### Художественная колония
С конца XIX века пейзаж дюн в Ниде стал популярен среди художников из художественной школы Кёнигсберга. Художники были очарованы природой, архитектурой и ритмом жизни Куршской косы. Местная гостиница Германа Блоде была ядром колонии художников-экспрессионистов (Künstlerkolonie Nidden). Здесь останавливались Ловис Коринт, Макс Пехштейн, Карл Шмидт-Ротлуф,  Альфред Партикель, Пранас Домшайтис, Людвиг Детман и многие другие. Также здесь останавливался немецкий писатель Томас Манн, который в 1930 году построил дом в Ниде. Всего здесь побывало более 200 художников. Вторая мировая война закончила историю колонии художников Ниды, работы многих художников были уничтожены или потеряны.  

## Климат
Климат умеренный, переходный от морского к континентальному, схожий с климатом других курортов Литовского взморья – Клайпеды и Паланги. Зима в Ниде теплая и непродолжительная. Средняя температура самого холодного месяца, февраля составляет -2 °С. Нередки оттепели. Лето умеренно теплое. Средняя температура июля составляет 17 °С, днем столбик термометра поднимается до отметок в 23-25°С. Средняя температура воды в море летом от 17 °C  доходит и до 21-22 °С. Осадков – порядка 750-800 мм в год. Наибольшее количество приходится на период с мая по сентябрь.

## Современная жизнь
Основным промыслом населения является туризм и рыболовство. В посёлке имеется детский сад, средняя школа, филиал центра профессионального обучения имени короля Миндаугаса, общественная библиотека, почта,  лесное хозяйство, отделение полиции и больница.

## Транспорт
В Ниде большое внимание уделено велосипедному транспорту, можно передвигаться на автобусах, такси и на личном автомобиле, уплатив соответствующий налог. Самая важная и единственная дорога проходит по всей длине Куршской косы, соединяющая Зеленоградск и Смильтине (где существует паромное сообщение с Клайпедой). На этой дороге ходит автобус между Нидой и паромным терминалом Смильтине. Междугородные автобусы ходят в различные города, такие как Калининград, Клайпеда, Каунас и Вильнюс.
Нида имеет морской порт, который используется для паромов, яхт и рыбацких лодок. Летом курсирует катамаран Клайпеда-Нида. Рядом с городом расположен также аэропорт, способный принимать небольшие частные самолеты. В 80 км от курорта находится международный аэропорт Паланга.

## Туризм
Нида считается престижным курортом в Литве, принимающим около 300 000 туристов каждое лето. Туристы приезжают из Литвы, Германии, Скандинавии и других стран Балтии. Курорт имеет развитую гастрономическую инфраструктуру и множество гостиниц разных ценовых категорий. Кроме того, здесь имеется кемпинг, большая сеть туристических троп и велосипедных дорожек. В посёлке и его окрестностях можно осмотреть дюны (одни из самых высоких в Европе), большие солнечные часы, неоготическую церковь. С 2000 в Ниде каждый год организуется фестиваль джаза. В городе есть много мест, где можно купить изделия из янтаря.
Пляж Ниды соответствует статусу «Голубой флаг».

## Достопримечательности

### Дюны
Главной достопримечательностью Ниды является живописный пейзаж побережья Куршской косы. Вокруг Ниды много песчаных дюн. Дюна Парнидиса (Парниджио) - одна из крупнейших в Европе (52 метров над уровнем моря).

### Летний дом Томаса Манна

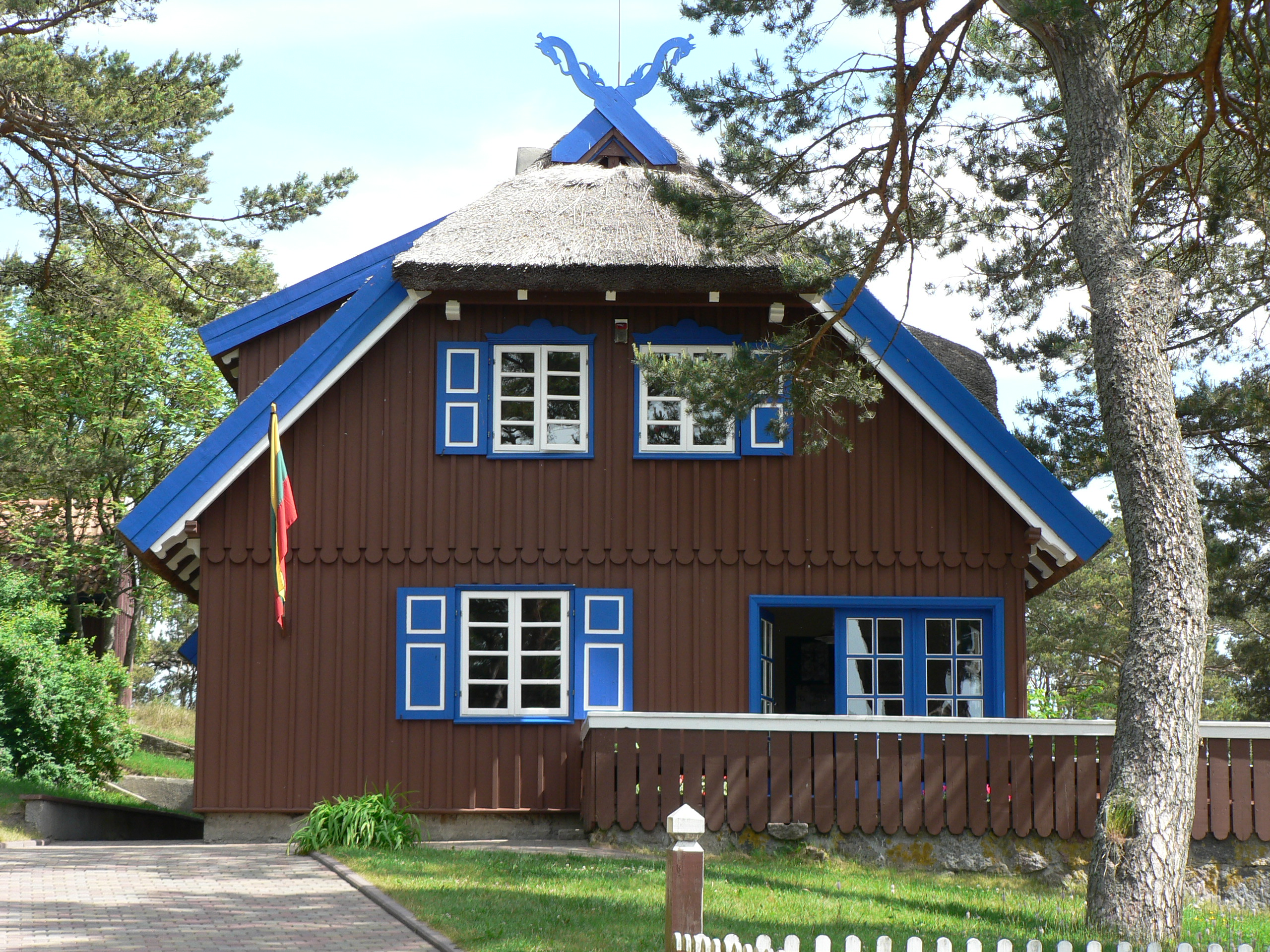
Дом Томаса Манна

В 1929 году лауреат Нобелевской премии по литературе Томас Манн построил дом отдыха на севере Ниды, из которого открывается великолепный вид на Куршский залив. Летние сезоны 1930–1932 годов писатель со своей семьёй провёл в Ниде. После прихода к власти нацистов семья покинула Германию. В 1995 году дом был реставрирован в оригинальном архитектурном дизайне. В том же году открыт музей и культурный центр Томаса Манна.

### Архитектура и Куршские вымпелы
В Ниде сохранилось много интересных старинных строений с типичными элементами декора характерными для усадеб Куршской косы. В поселке также есть Евангелическо-лютеранская церковь построенная в 1888 году. Символ Ниды - «Куршские вымпелы» (Kurenwimpel) - витиеватые резные флаги, свойственные местным семьям, проживающим на Куршской косе. 

### Этнографическое кладбище
Рядом с Нидским евангелическо-лютеранским костелом расположено Нидское этнографическое кладбище XIX-XX веков. На этнографическом кладбище до наших дней сохранились деревянные надгробия оригинальных форм – «крикшты», характерные для Куршской косы.
«Крикшты» – одни из древнейших форм надгробных памятников в Литве. Они изготавливались из толстых профилированных досок. Своим силуэтом «крикшт» напоминает дерево. По бокам крикштов часто вырезали изображения птичек. Функция «крикштов» намного шире, чем просто знак опознания усопшего. Предполагается, что они олицетворяют древо мифологического мира, соединяющего все части Вселенной. С духовной точки зрения это путь души или молитвы в небеса, в небесную сферу. Интересно также то, что при изготовлении «крикштов» для мужчин использовалось дерево мужского рода: дуб, береза, ясень, а для женщин – женского рода: ель, осина, липа. В мужских «крикштах» вырезались мотивы конских голов, растений и птиц, а в женских надгробных памятниках наряду с птицами были мотивы растений и сердец. Жители Малой Литвы всегда устанавливали «крикшты» в ногах усопшего, чтобы «в день Страшного суда душа, вставая, могла за что-нибудь ухватиться». Автор проекта реставрации «крикштов» – Эдуардас Йонушас. Отреставрированные «крикшты» установлены в дальнем углу кладбища.
Кладбище открыто для посещения. Здесь похоронены известный меценат художников Герман Блоде, строитель Нидского евангелическо-лютеранского костёла, священник Густав Эхтернах, почетные граждане города – архитектор Альгимантас Завиша, художник Эдуардас Йонушас, мэр города Стасис Микелис.

### Музеи
- Дом-музей писателя Томаса Манна
- Этнографическая усадьба нидского рыбака
- Музей истории Куршской косы
- Музей-галерея янтаря
- Музей-гостиница Германа Блоде

### Природа
- Дюна Парнидиса (Парниджио) и солнечные часы
- Долина Смерти
- Гора Урбас и Нидский маяк
- Гора Вецекруга
- Пляж

## Известные люди, связанные с Нидой
- Томас Манн (1875–1955)  — немецкий писатель, лауреат Нобелевской премии по литературе. Жил в Ниде с 1930 по 1932 год. Его дом сохранился, и сейчас там находится мемориальный музей.
- Герман Блоде (1862–1934) — немецкий предприниматель, коллекционер и меценат
- Рейнхард Хенкис (1928–2005) — немецкий публицист и журналист
- Неринга Абрутите (род. 1972) — литовская поэтесса и переводчик
- Тадас Седеркерскис (род. 1998) — литовский профессиональный баскетболист

## Галерея

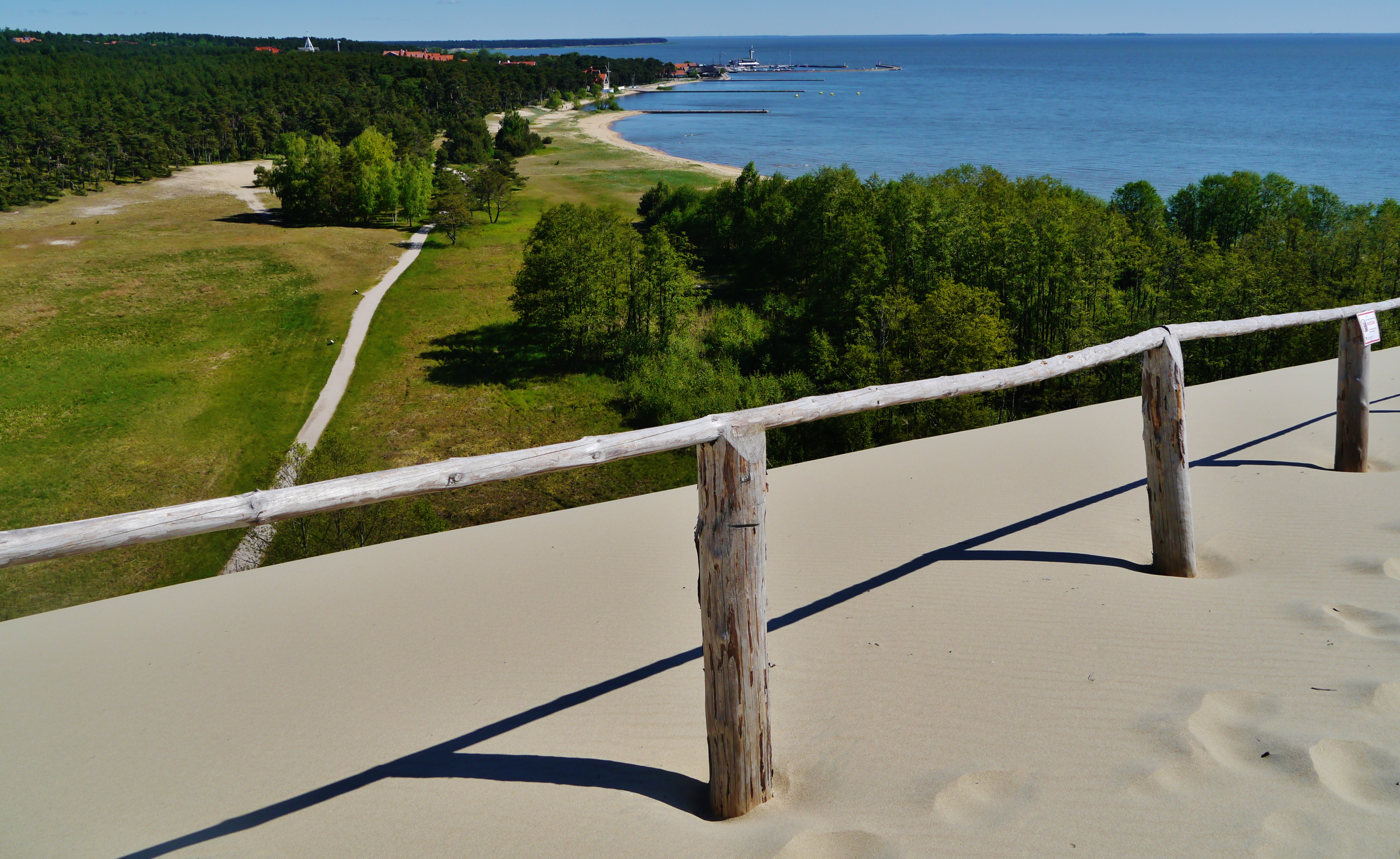
Нида и дюны
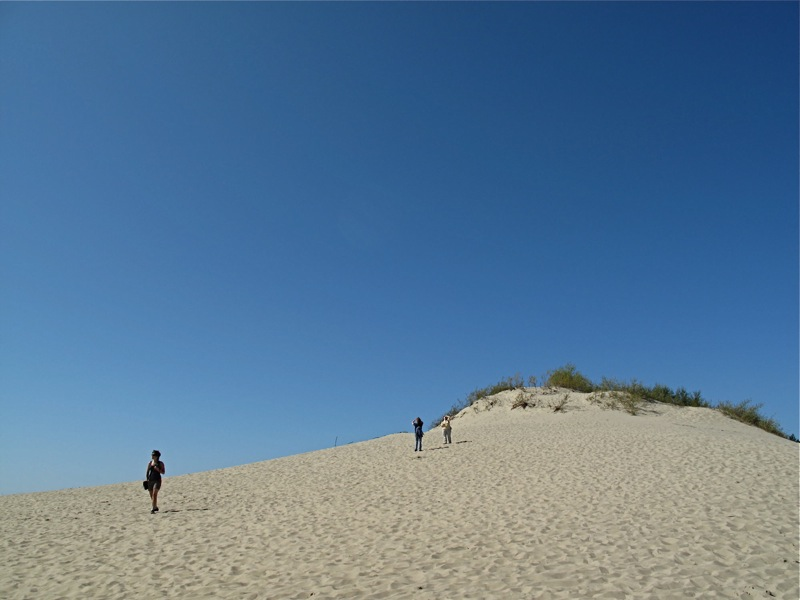
Дюна Парниджио
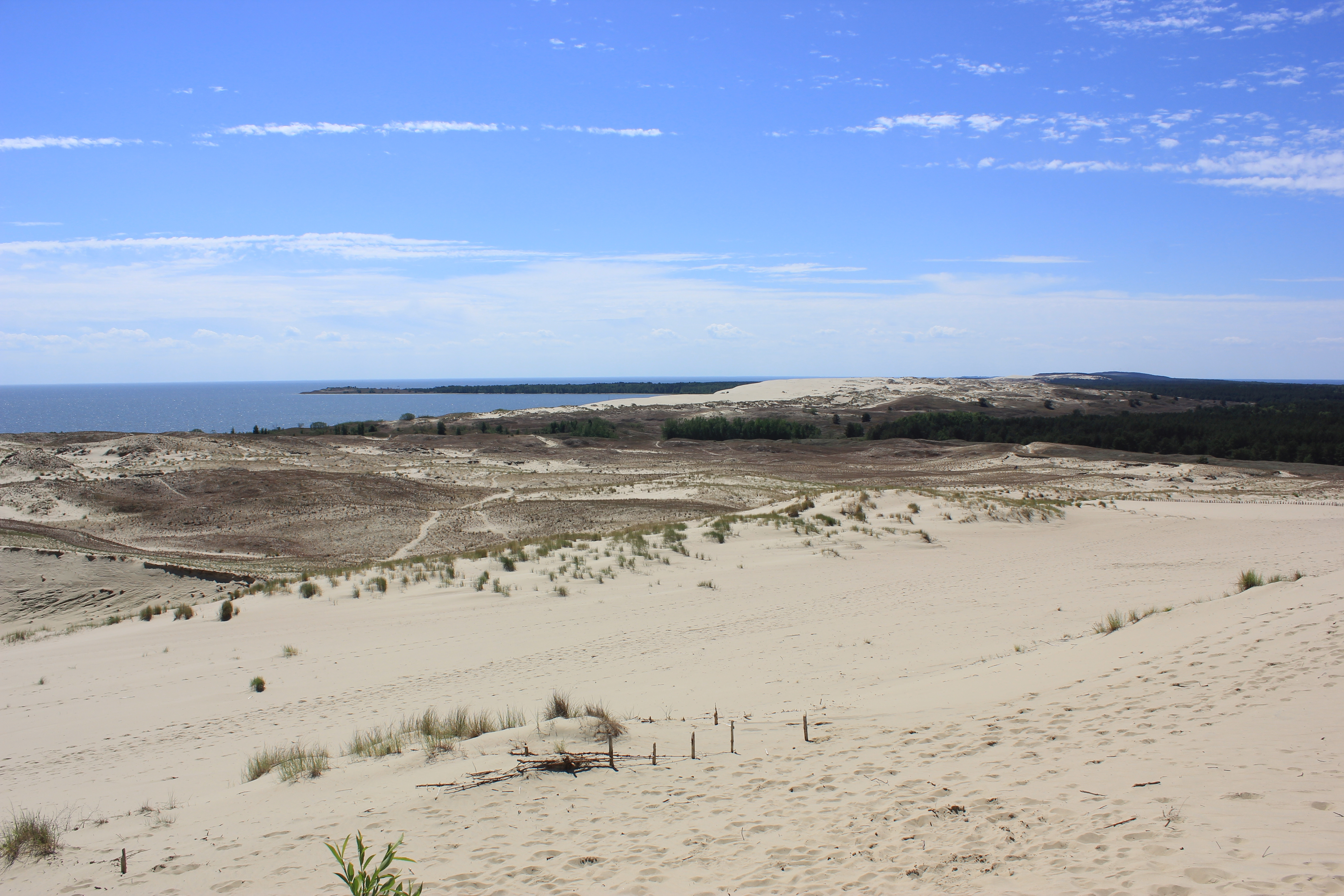
Дюны
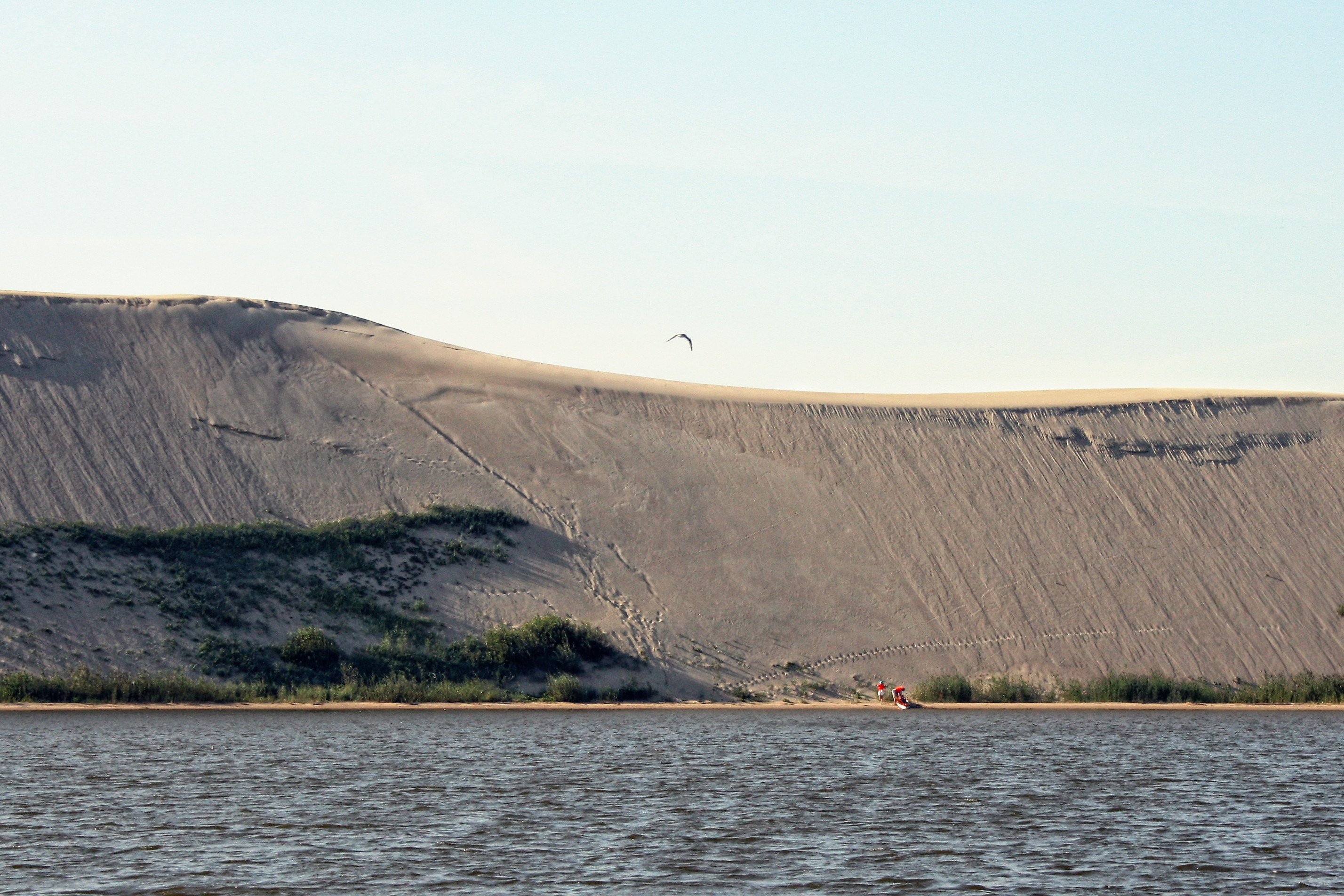
Дюны
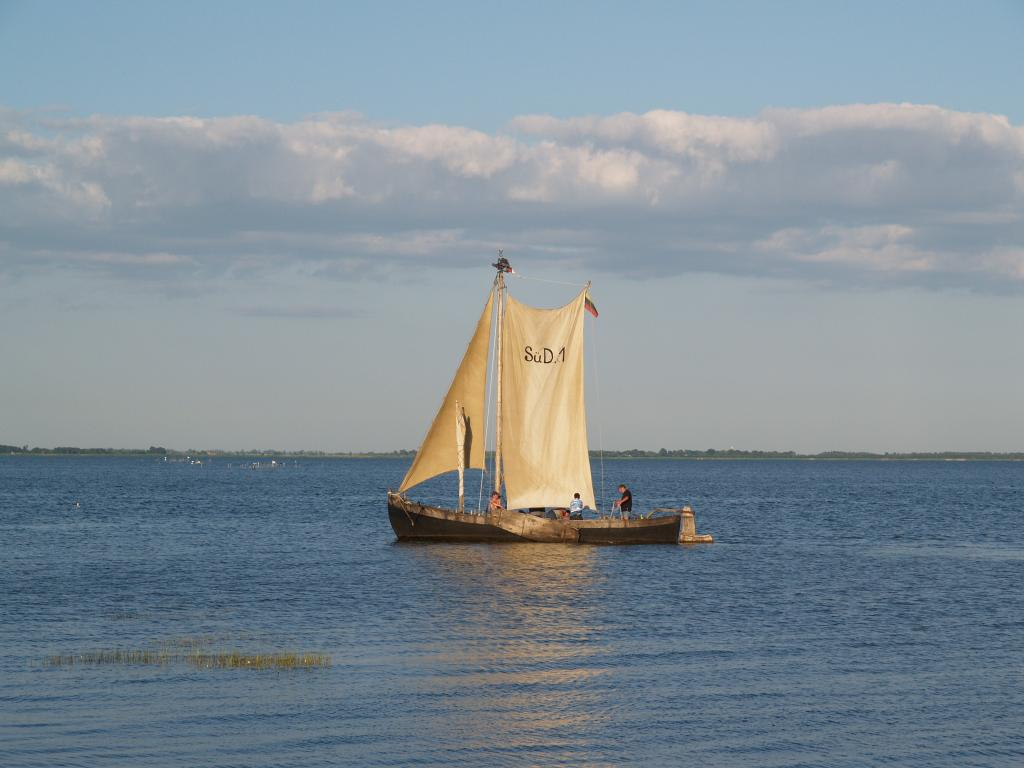
Старинная рыбацкая лодка Куренас
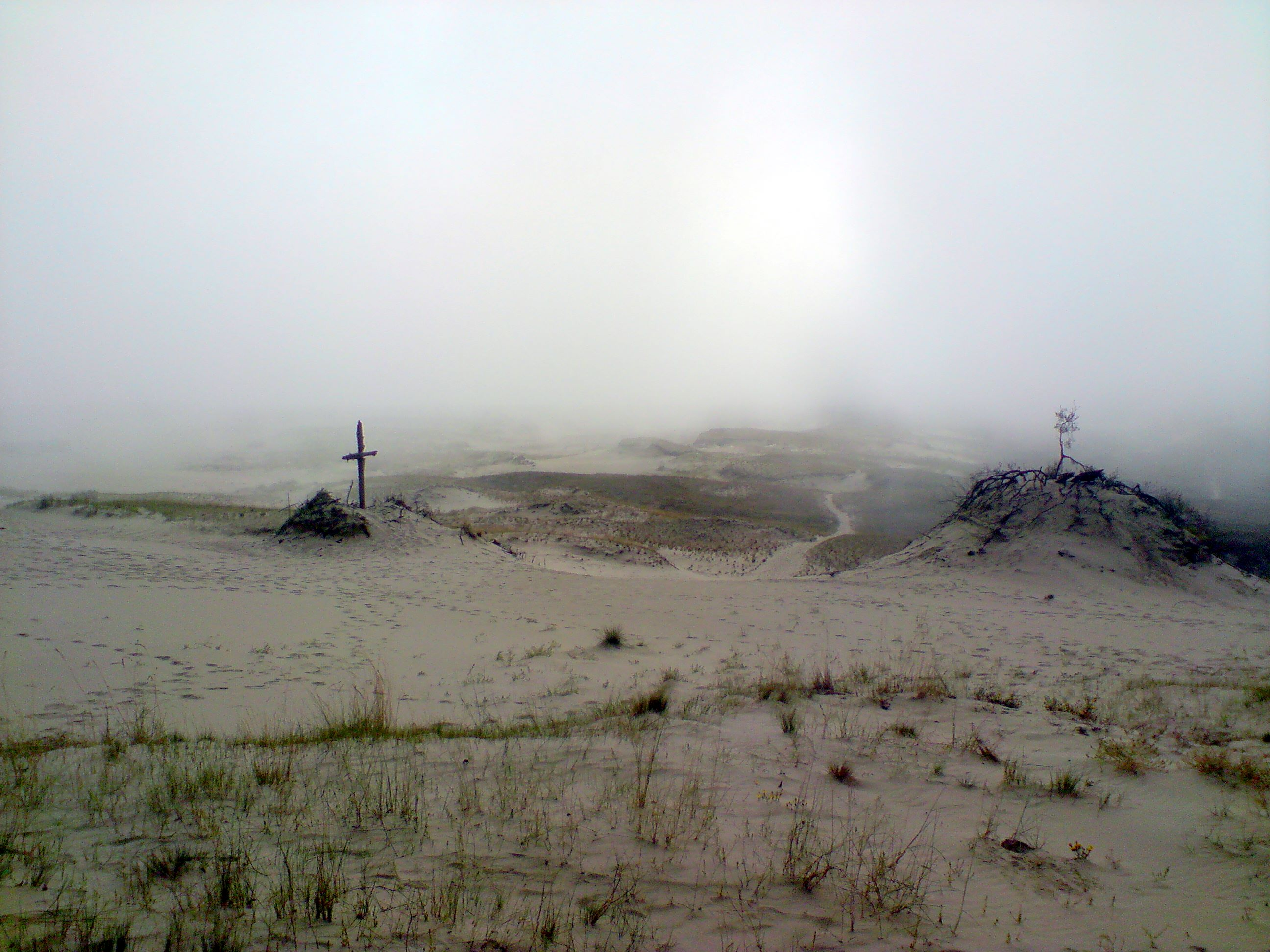
Долина Смерти
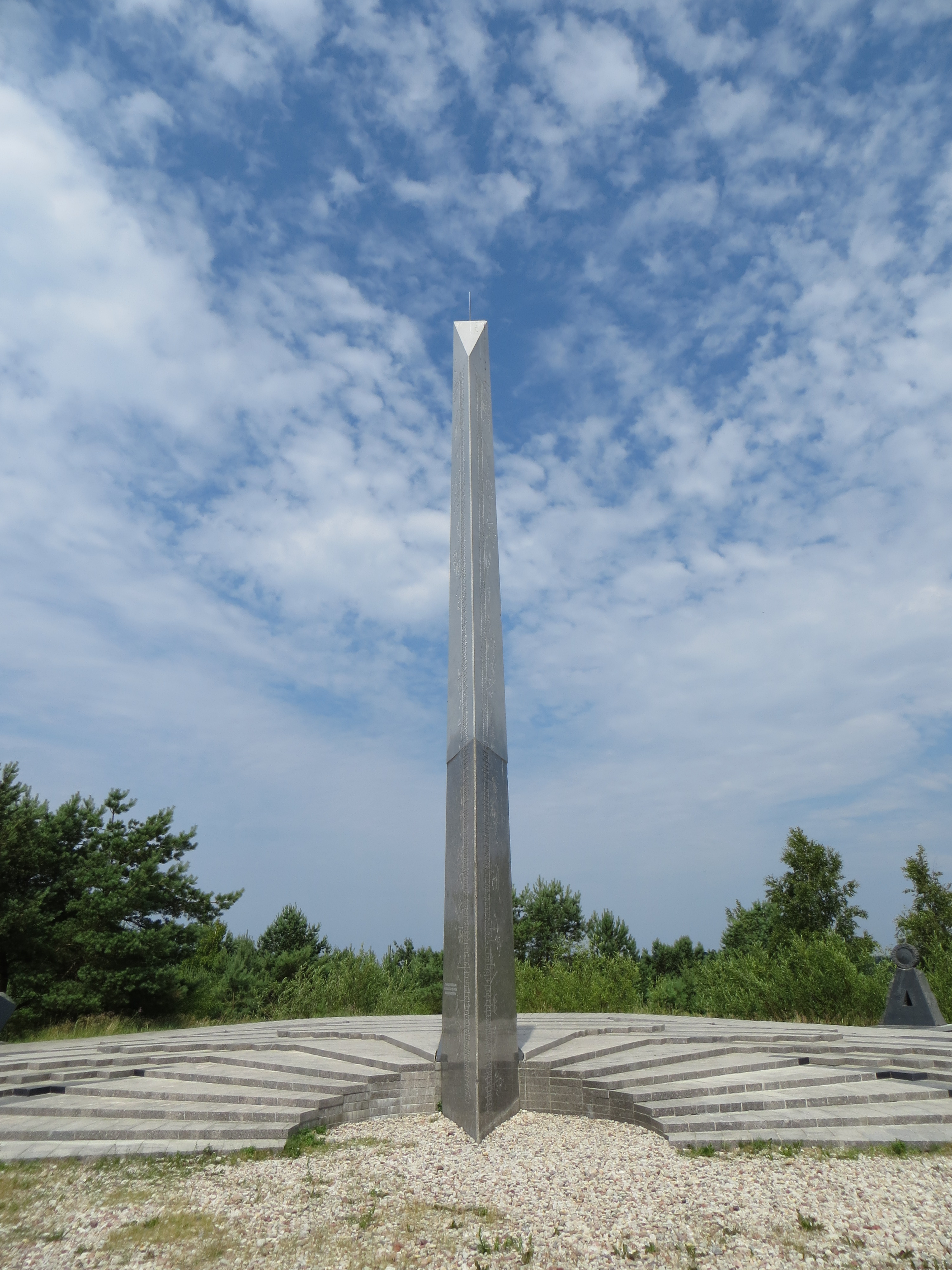
Солнечные часы
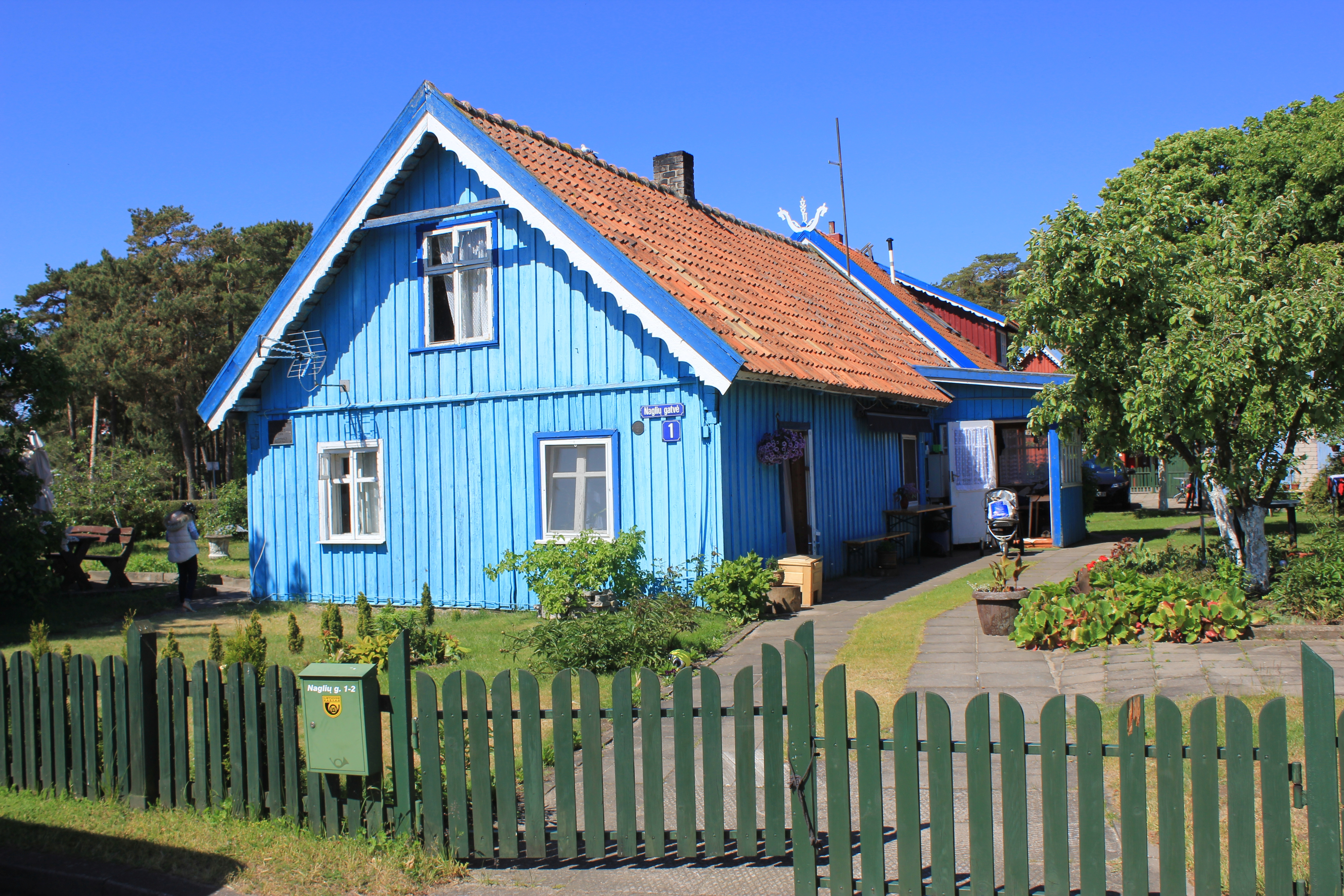
Дом ул. Наглю
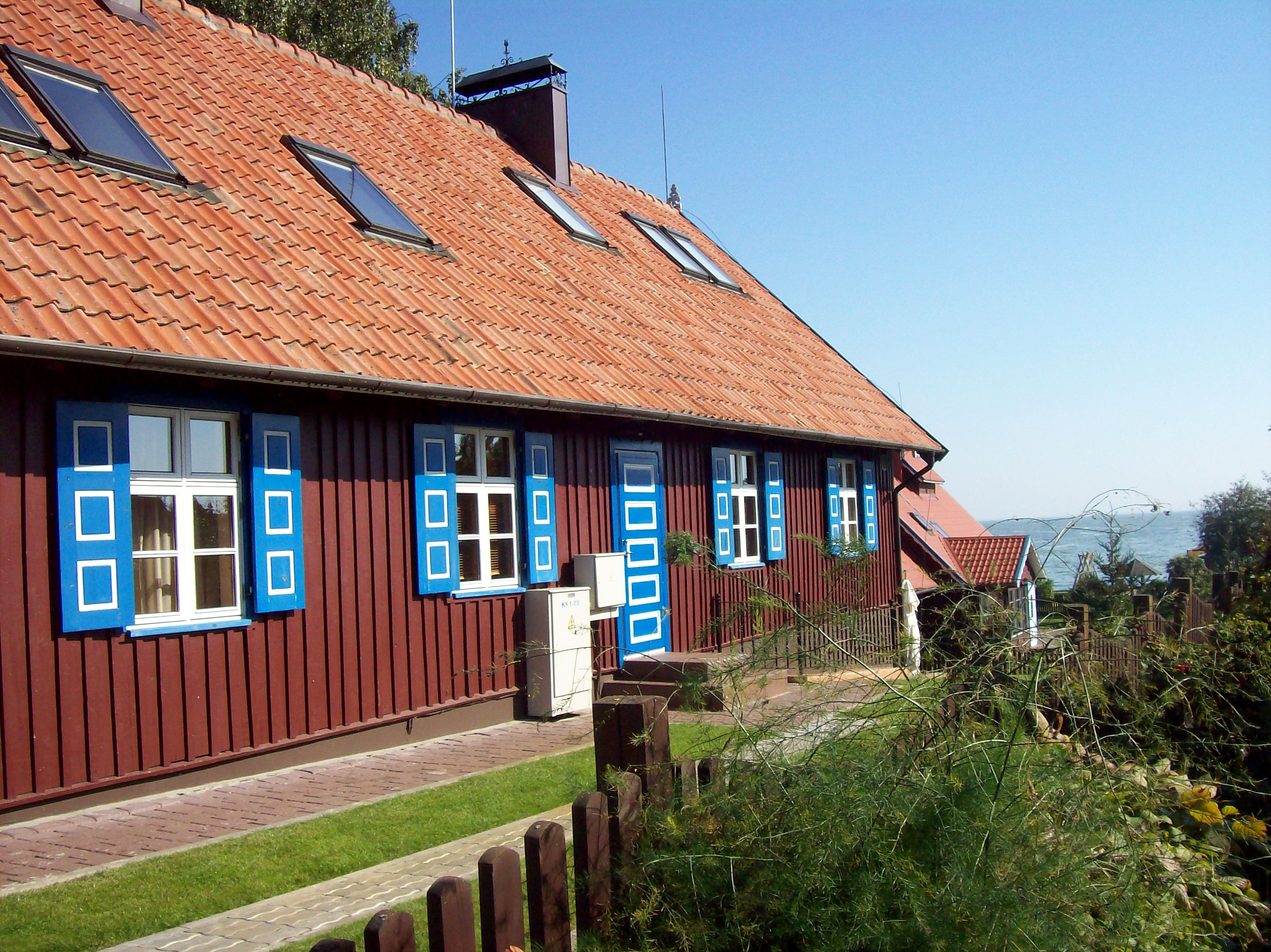
Деревянные дома в Ниде
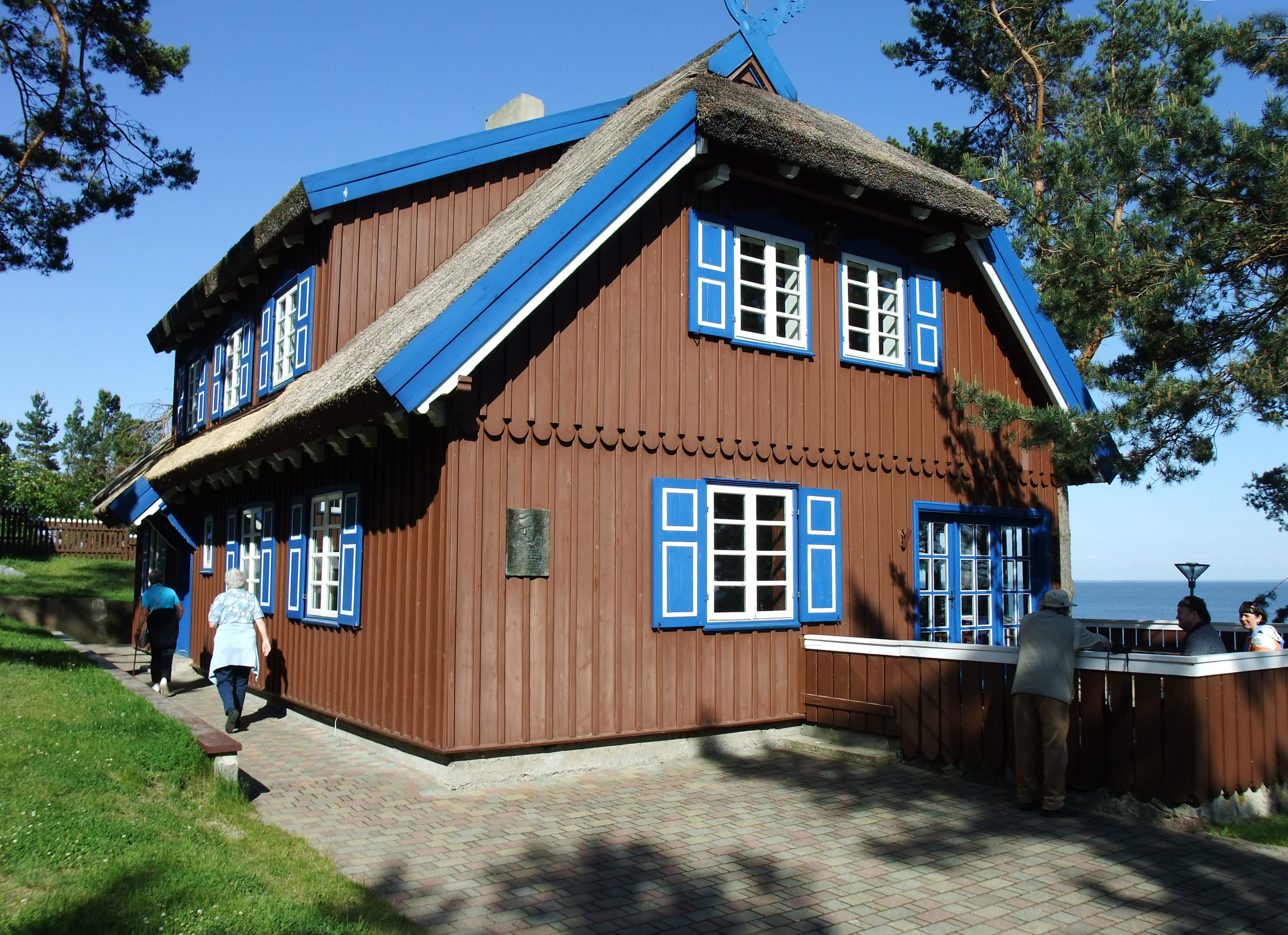
Историческая застройка с типичными элементами декора
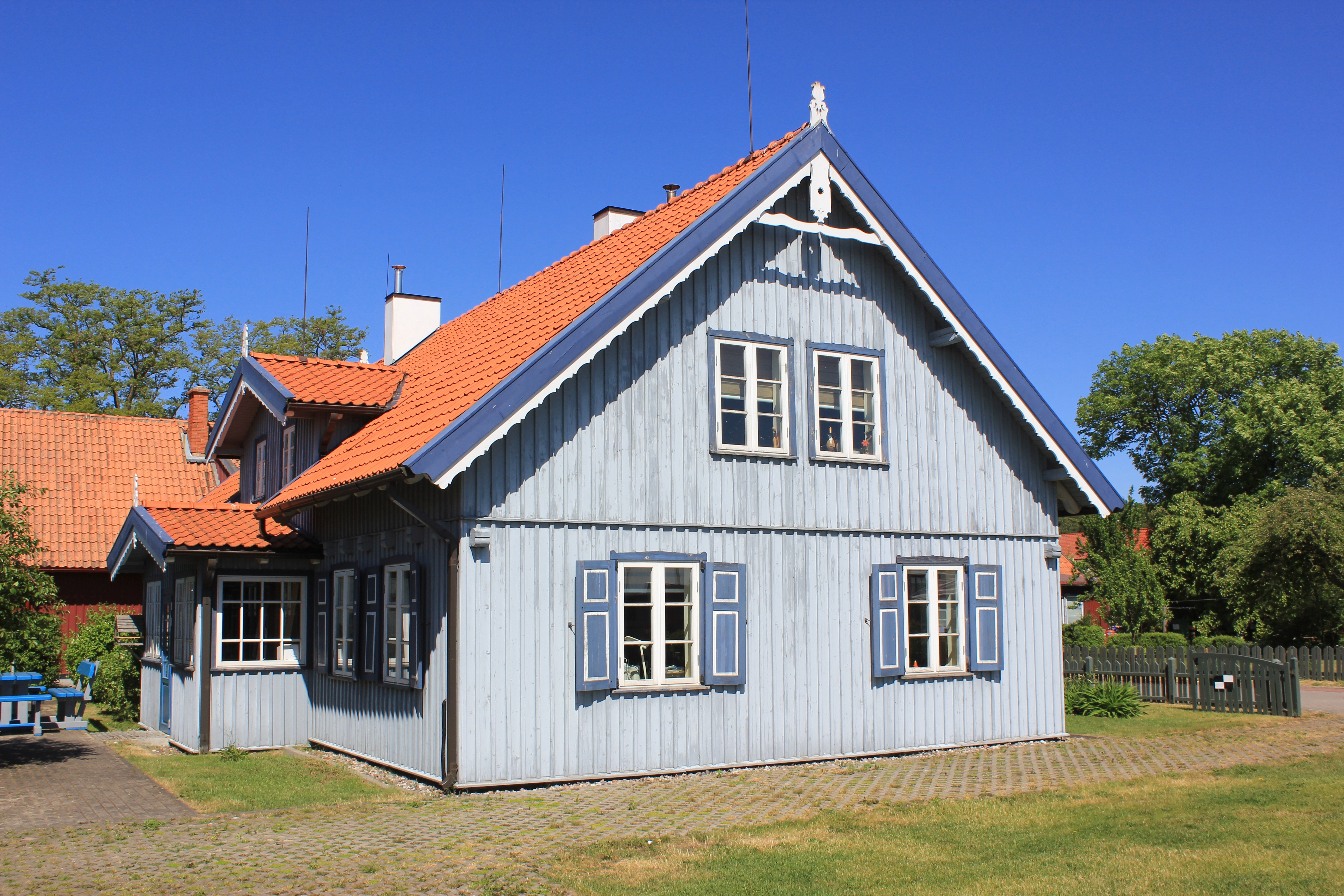
Дом ул. Наглю
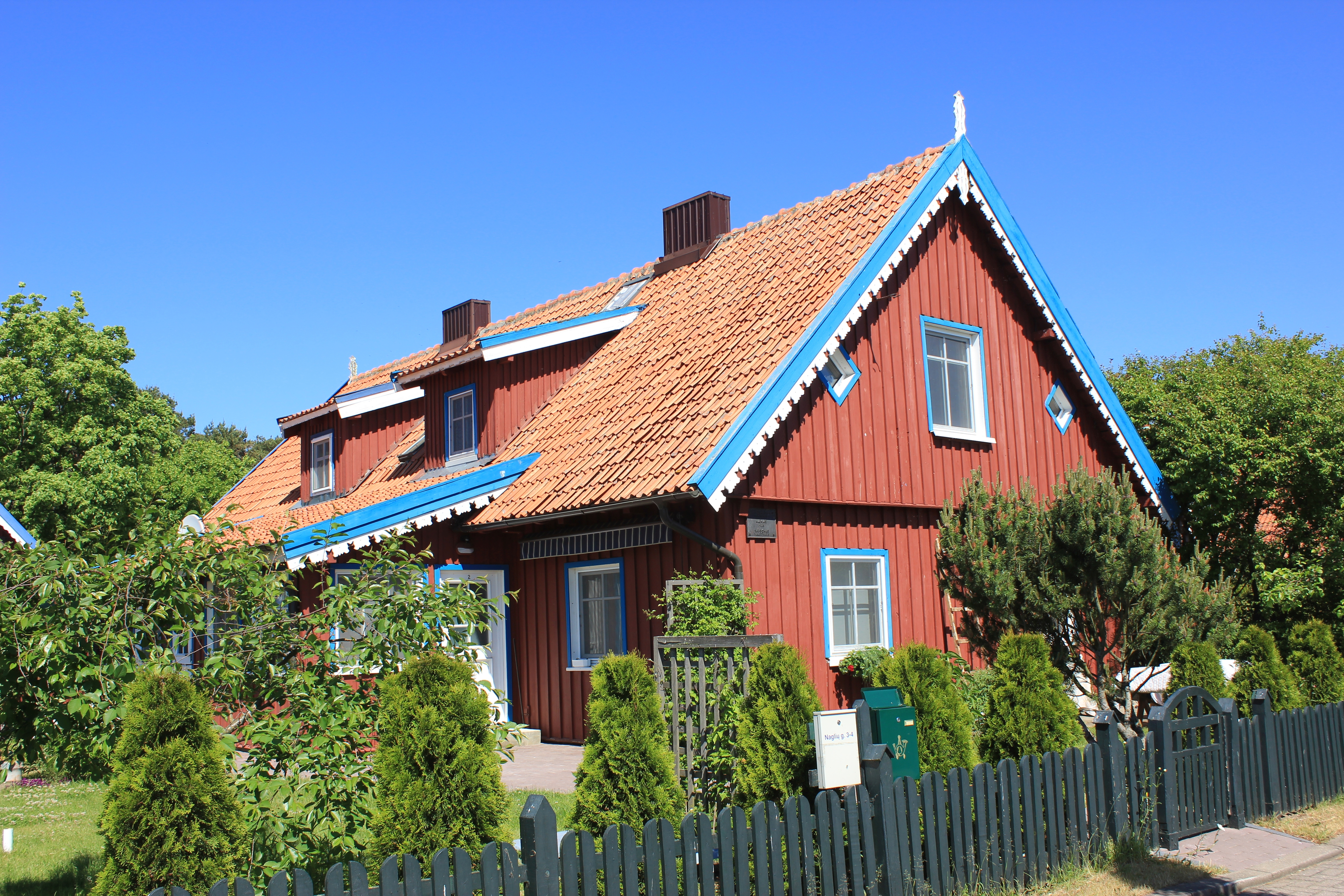
Историческая застройка
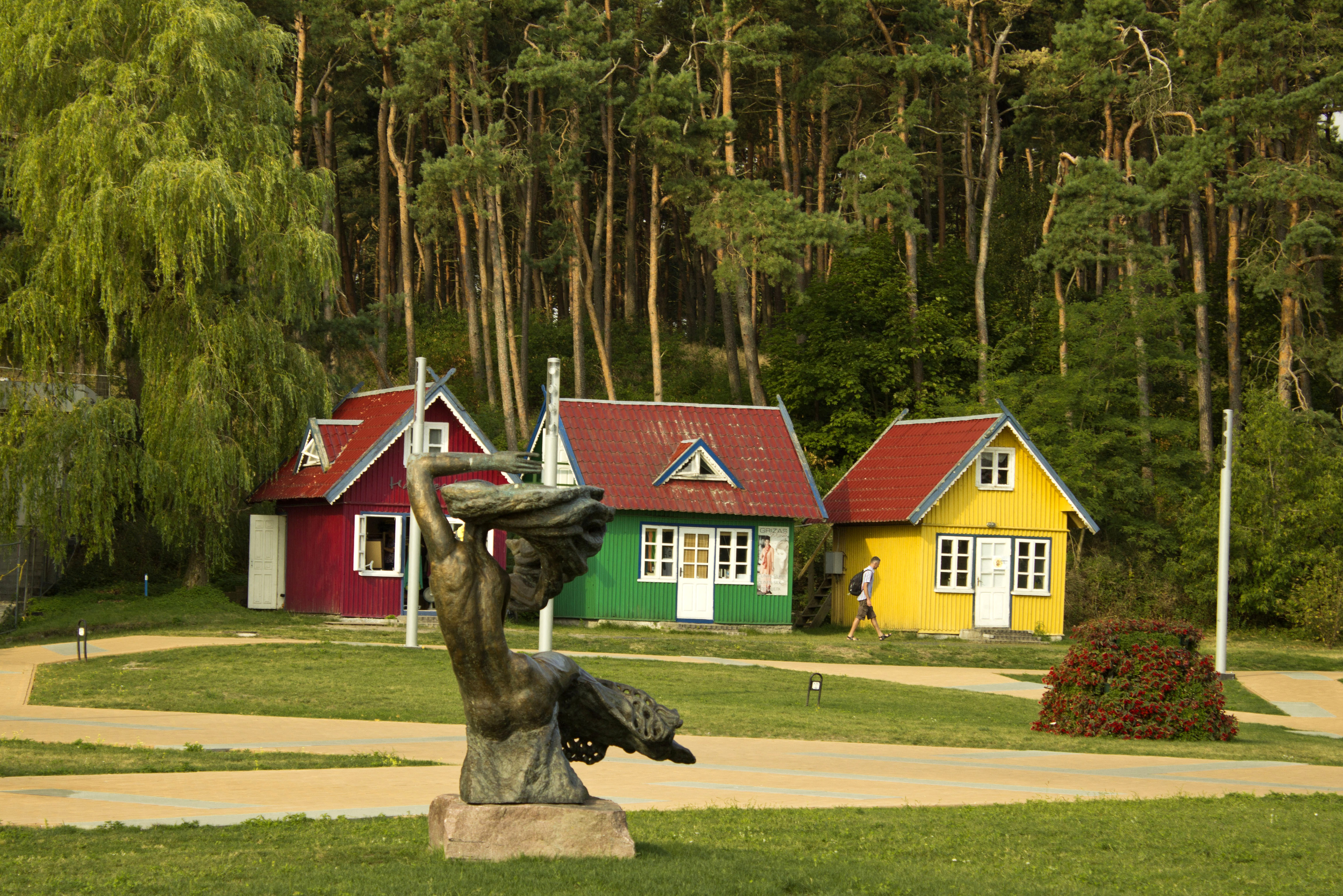
Нида
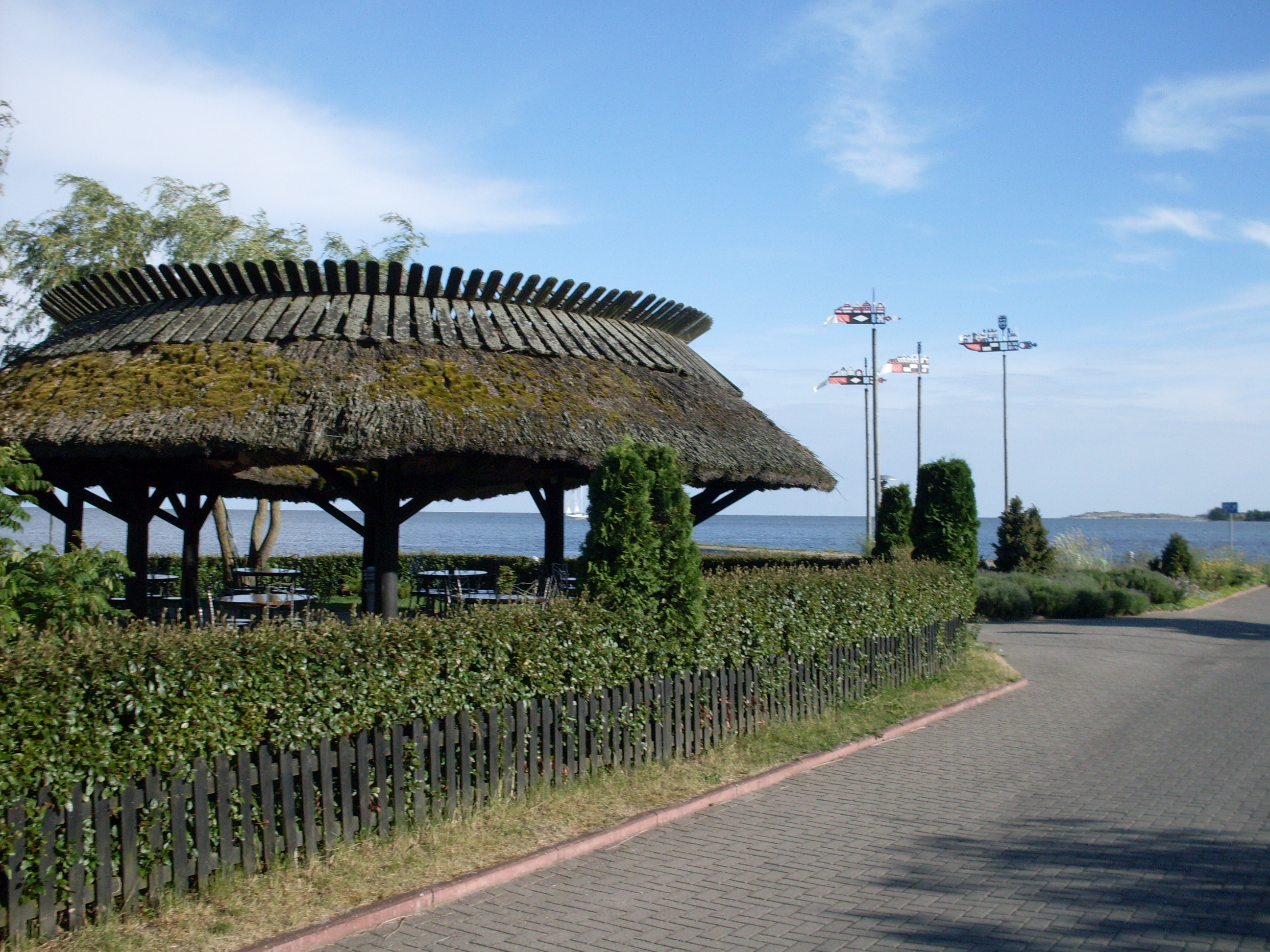
Побережье
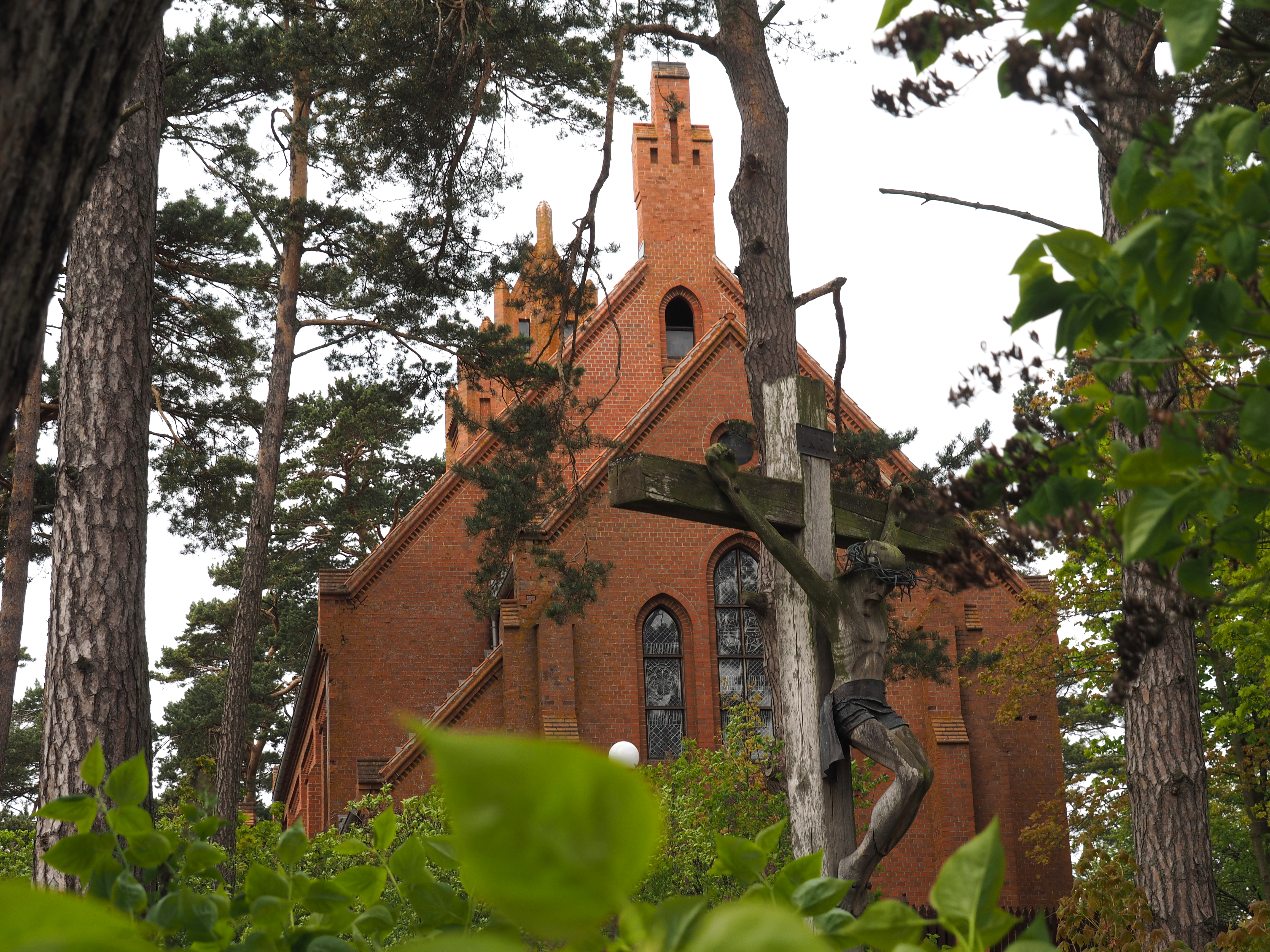
Евангелическо-лютеранская церковь
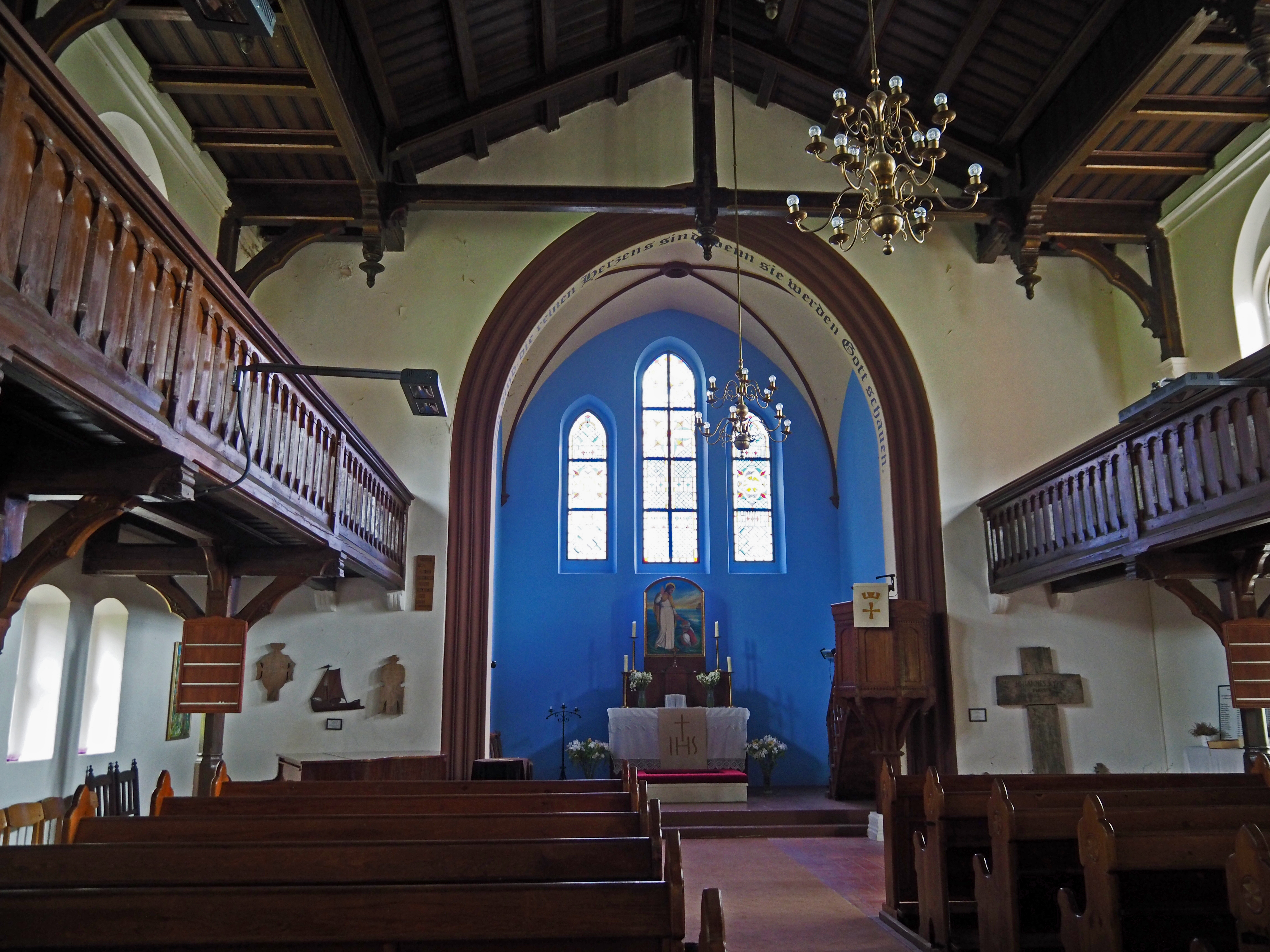
Интерьер костёла
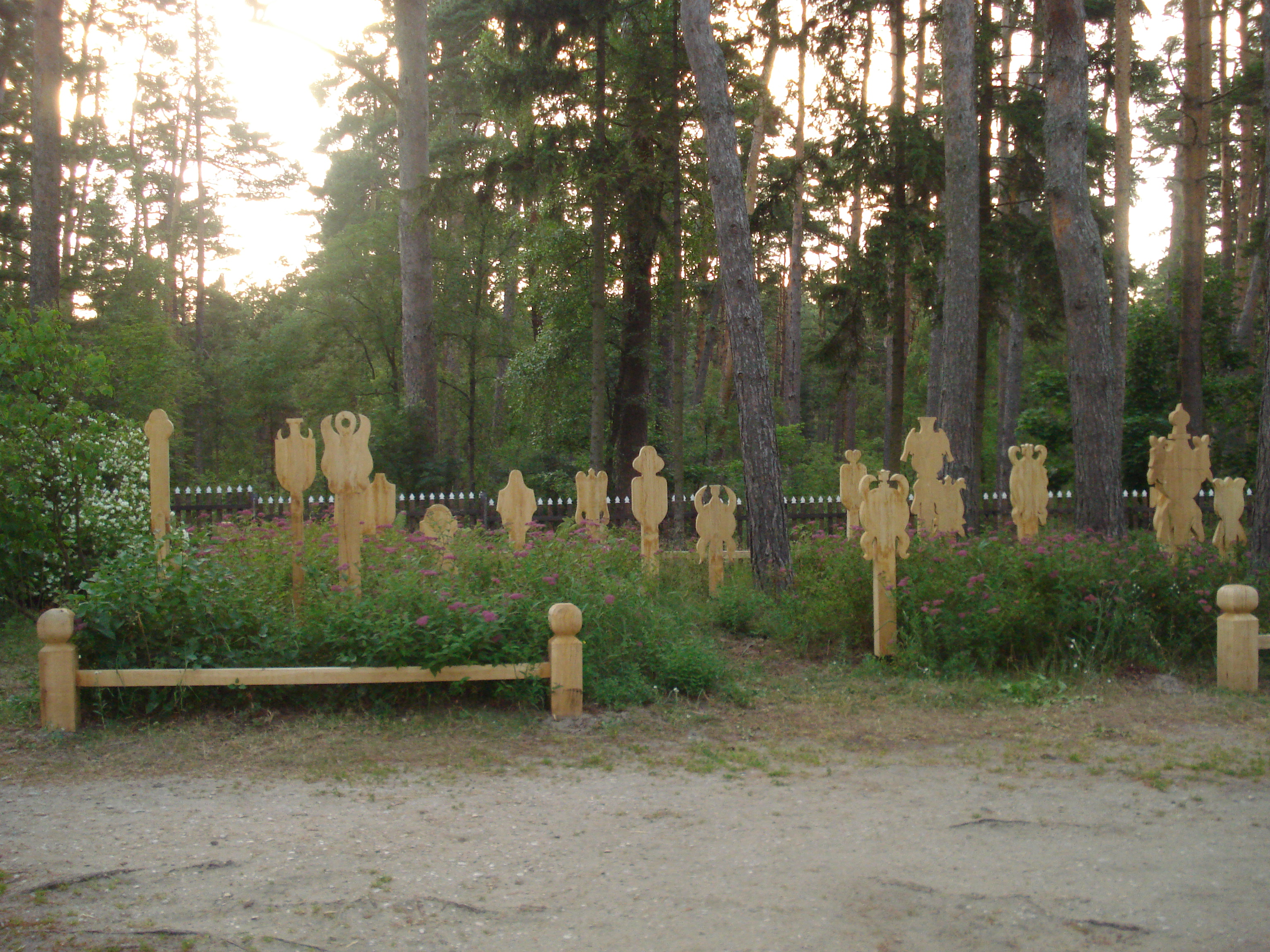
Крикштай - надгробные памятники
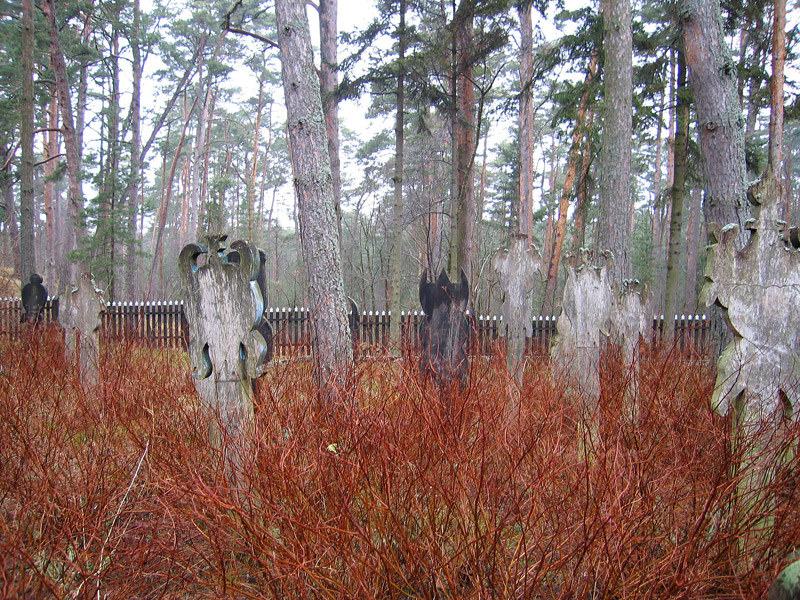
Старое этнографическое кладбище
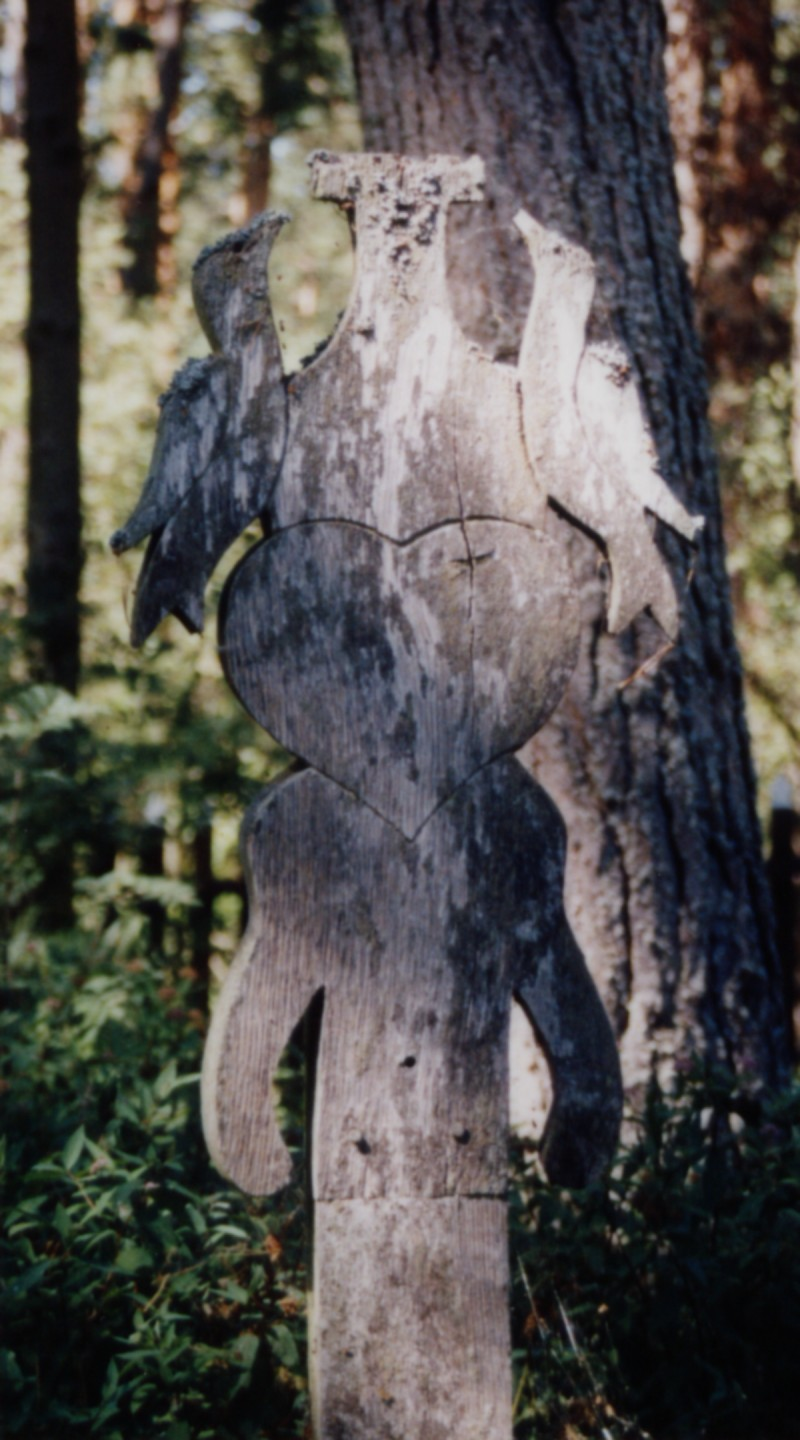
Крикштай
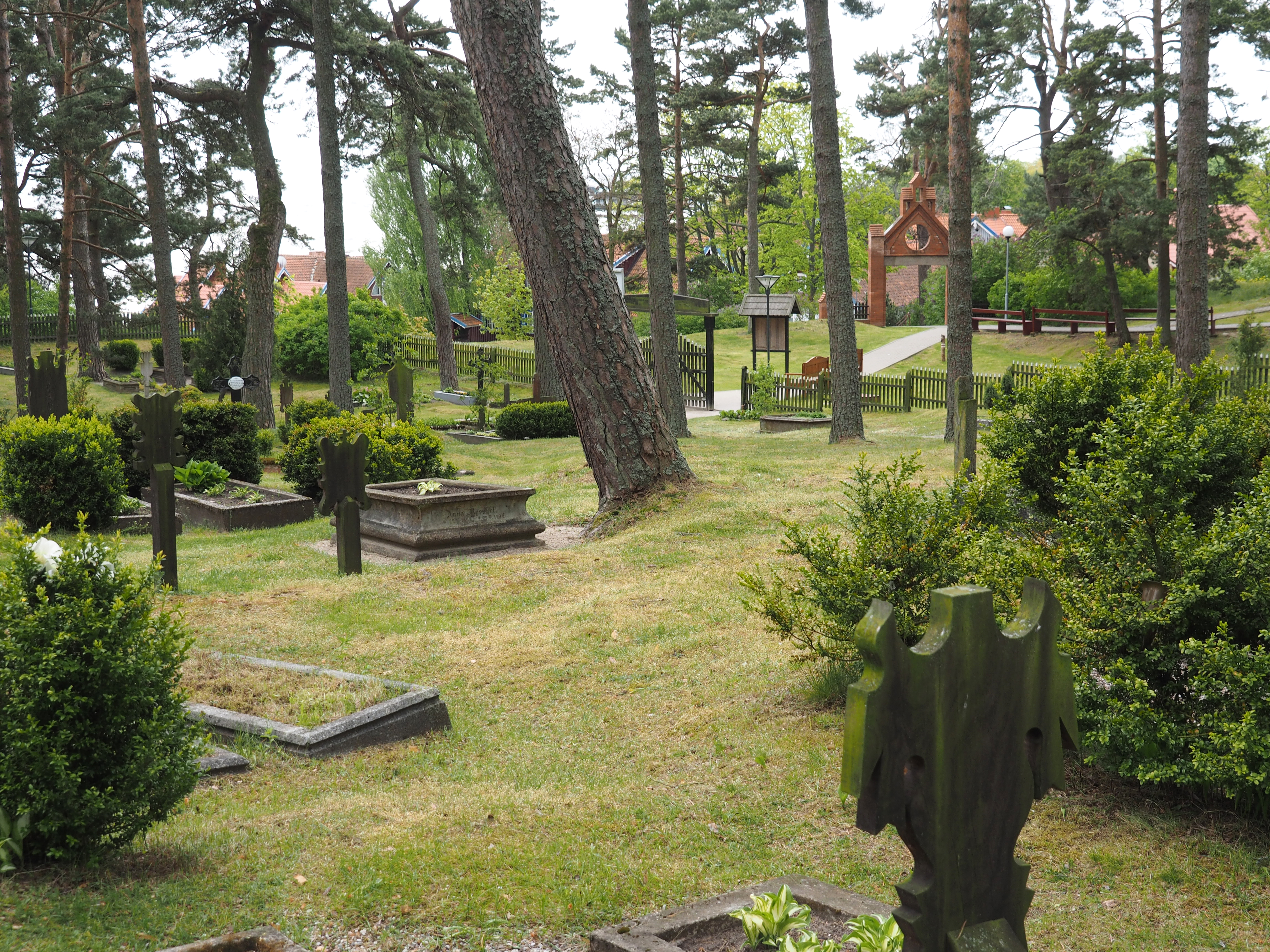
Старое этнографическое кладбище
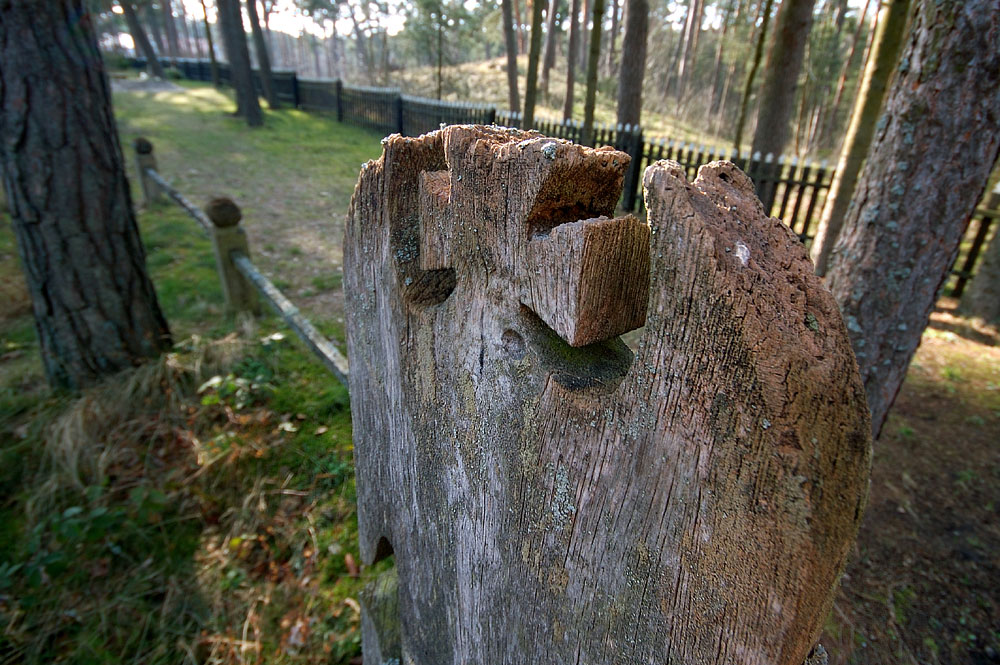
Крикштай
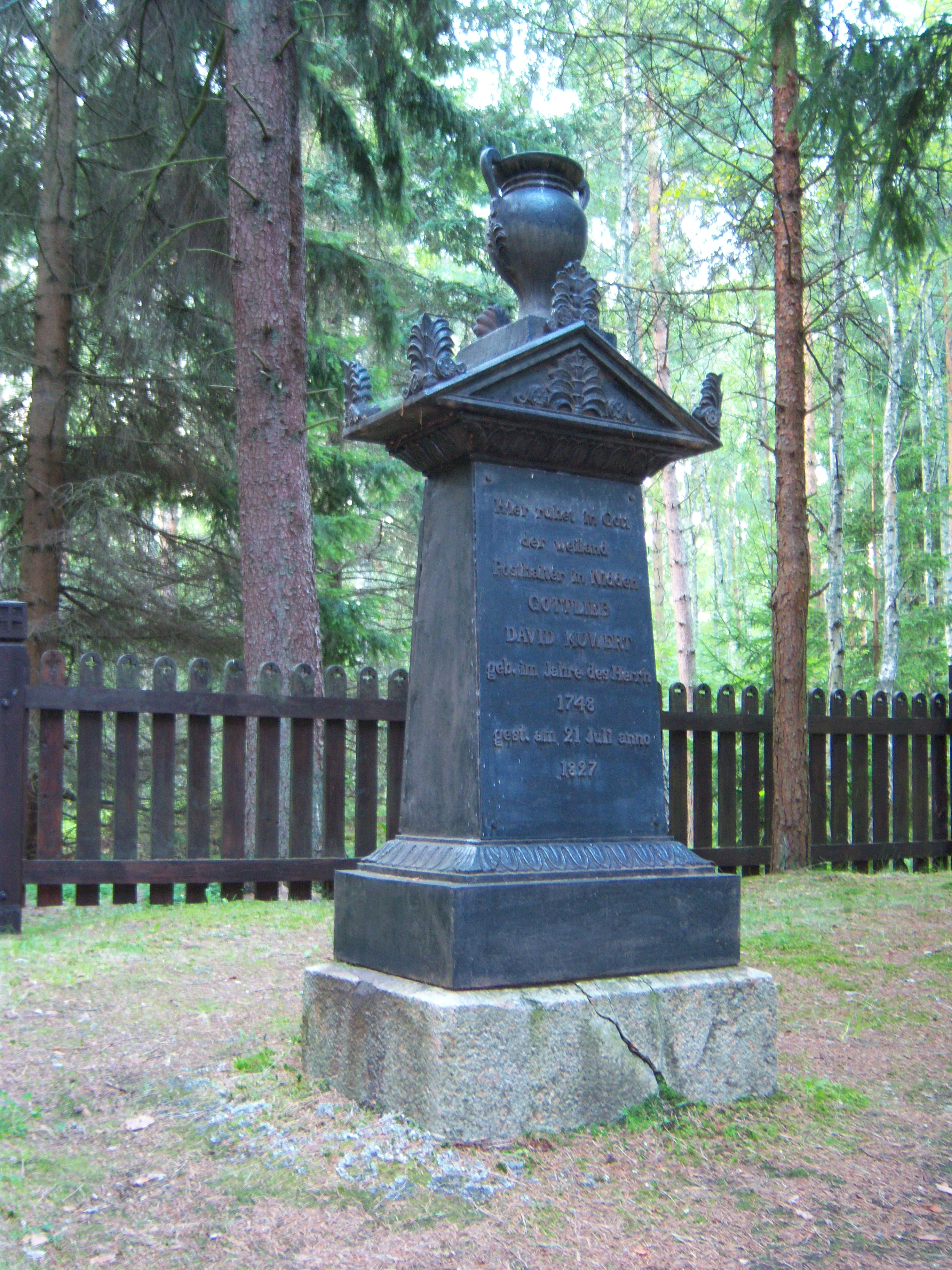
Надгробный памятник Г.Д.Куверту